# Liste der Spurweiten

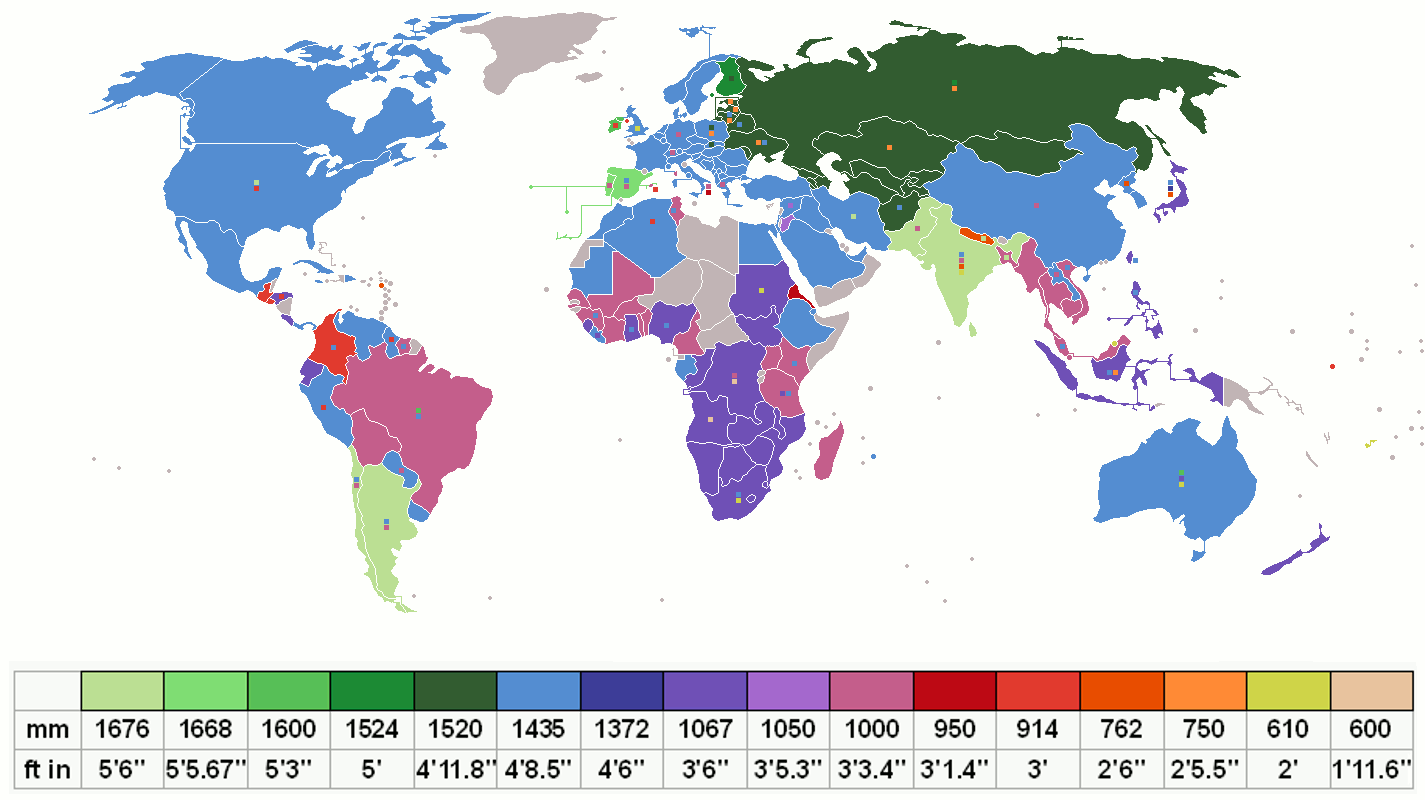
Übersichtskarte der Spurweiten des Schienenverkehrs der Welt

Diese Liste gibt Auskunft über die unterschiedlichen Spurweiten, die weltweit im Schienenverkehr zu finden sind.
Normalerweise wird als Spurweite der innere Abstand der Schienenköpfe („Fahrkanten“) auf gerader Strecke angegeben. Gemessen wird das Kleinstmaß zwischen den Schienenköpfen im Bereich zwischen SO (Schienenoberkante) und 14 mm darunter. Ausnahmen sind Schmalspurbahnen (0–10 mm) und Straßenbahnen (0–9 mm unter SO). Da aber gewisse Bahnen, hier vor allem die französischen Staatsbahnen, den Auflagepunkt messen, kann es zu Abweichungen kommen. Durch die Technische Einheit im Eisenbahnwesen ist der Fahrzeugübergang nach Frankreich trotz unterschiedlicher Definition problemlos.
Fahrzeuge gleicher Spurweite können aber nicht unbedingt auf den unterschiedlichen Strecken verkehren, da neben der Spurweite auch die Form der Spurkränze eine Rolle spielt. Hier sind vor allem die Dicke des Spurkranzes und der davon abhängige innere Radabstand ausschlaggebend, welcher nur in einem engen Bereich liegen darf, damit eine sichere Führung in Herzstücken und Radlenkern von Weichen und Kreuzungen möglich ist.
Neben der Spurweite hindern auch die verschiedenen Fahrzeugbegrenzungslinien einen freizügigen Einsatz, wobei jedoch eine kleinere Spurweite nicht unbedingt ein engeres Lichtraumprofil bedeuten muss.

Grafischer Vergleich

## Spurweiten im Modellbauwesen
Für Spurweiten einer nicht für den Personentransport ausgelegten Bahnanlage siehe
- Maßstäbe der Modelleisenbahn
- Gartenbahn

## Spurweiten im Personentransport

### Spurweiten bis 199 mm
| Breite | Breite     | Staat          | Bemerkungen |
| in mm  | Fuß & Zoll | Staat          | Bemerkungen |
| ------ | ---------- | -------------- | --- |
| 89 mm  | 3½ Zoll    | Deutschland    | u. a. Kleinbahn Sommerhofen-Park in Sindelfingen (Vierspurgleis 89, 127, 144 und 184 mm)                                                                              |
| 89 mm  | 3½ Zoll    | Schweiz        | Zürich-Altstetten (Gartenbahn) |
| 89 mm  | 3½ Zoll    | Großbritannien | u. a. Maidstone Model Engineering Society, Bentley Miniature Railway                                                                                                  |
| 127 mm | 5 Zoll     | Deutschland    | u. a. Parkbahn in den Neckarauen (auch 184 mm), Gartenbahn Radebeul (auch 144 mm), Kleinbahn Sommerhofen-Park in Sindelfingen (Vierspurgleis 89, 127, 144 und 184 mm) |
| 127 mm | 5 Zoll     | Österreich     | u. a. Dampfbahnclub Graz, im Park des LKH Graz II Standort Süd (seit 2004)                                                                                            |
| 127 mm | 5 Zoll     | Schweiz        | u. a. in Basel (Gartenbahn) |
| 127 mm | 5 Zoll     | Großbritannien | u. a. Crowborough Miniature Railway, Bentley Miniature Railway |
| 127 mm | 5 Zoll     | Spanien        | Madrid im Eisenbahnmuseum (Círculo Madrileño Ferroviario) |
| 144 mm | 5⅝ Zoll    | Deutschland    | Modellmaßstab 1:10, u. a. Gartenbahn Radebeul (auch 127 mm) Kleinbahn Sommerhofen-Park in Sindelfingen (Vierspurgleis 89, 127, 144 und 184 mm)                        |
| 184 mm | 7¼ Zoll    | Deutschland    | u. a. Plochingen: Parkbahn in den Neckarauen (auch 127 mm), Kleinbahn Sommerhofen-Park in Sindelfingen (Vierspurgleis 89, 127, 144 und 184 mm)                        |
| 184 mm | 7¼ Zoll    | Niederlande    | Leek: Nienoord Spoor im Familiepark Nienoord |
| 184 mm | 7¼ Zoll    | Österreich     | u. a. im Eisenbahnmuseum Strasshof, Dampfbahnclub Graz (1078 m, seit 2004, Parkbahn im Park des LKH Graz Süd-West)                                                    |
| 184 mm | 7¼ Zoll    | Schweiz        | u. a. Gurten: Liliputbahn (Kleineisenbahn Gurten) |
| 184 mm | 7¼ Zoll    | Finnland       | Hyvinkää im Eisenbahnmuseum |
| 184 mm | 7¼ Zoll    | Großbritannien | u. a. Beer Heights Light Railway, Conwy Valley Railway Museum, Moors Valley Railway                                                                                   |
| 184 mm | 7¼ Zoll    | Australien     | Altona Miniature Railway, Melbourne-Eltham: Diamond Valley Miniature Railway                                                                                          |
| 184 mm | 7¼ Zoll    | Neuseeland     | u. a. Kapiti Coast, Raumati Marine Gardens; Havelock North: Keirunga Park Railway                                                                                     |
| 191 mm | 7½ Zoll    | Kanada         | Winnipeg: Assiniboine Valley Railway, Burnaby: Burnaby Central Railway                                                                                                |
| 191 mm | 7½ Zoll    | USA            | Kalifornien: Los Angeles Live Steamers Railroad Museum, Oregon: Train Mountain Railroad                                                                               |

### Spurweiten 200 bis 299 mm
| Breite | Breite     | Staat          | Bemerkungen |
| in mm  | Fuß & Zoll | Staat          | Bemerkungen |
| ------ | ---------- | -------------- | --- |
| 203 mm | 8 Zoll     | Niederlande    | Leek: Genzelbahn im Familiepark Nienoord |
| 210 mm | 8¼ Zoll    | Großbritannien | England: Eastleigh, Brambridge Park Garden Centre                                                                                               |
| 241 mm | 9½ Zoll    | Schweiz        | Gartenbahnen in Luzern (Verkehrshaus) und Zürich (Katzensee)                                                                                    |
| 241 mm | 9½ Zoll    | Großbritannien | unter anderem: Downs Light Railway (seit 1925), Hall Leys Park Railway                                                                          |
| 260 mm | 10¼ Zoll   | Großbritannien | unter anderem: Isle of Mull Railway, Rudyard Lake Steam Railway, Bickington Steam Railway (seit 1988), Stapleford Miniature Railway (seit 1958) |

### Spurweiten 300 bis 399 mm
| Breite | Breite        | Staat          | Bemerkungen |
| in mm  | Fuß & Zoll    | Staat          | Bemerkungen |
| ------ | ------------- | -------------- | --- |
| 305 mm | 1 Fuß         | Großbritannien | Ruislip: Ruislip Lido Railway, Anglesey Model Village |
| 305 mm | 1 Fuß         | USA            | Missouri: Wabash Frisco & Pacific Railway |
| 311 mm | 1 Fuß ¼ Zoll  | Großbritannien | England: Hampshire: Exbury Gardens Railway Wales: Fairbourne Railway (seit 1986) |
| 320 mm | 1 Fuß ⅝ Zoll  | Deutschland    | Parkeisenbahn Stadtlohn (seit 1993) |
| 360 mm | 1 Fuß 2⅛ Zoll | Schweiz        | Gartenbahn in Stein am Rhein |
| 381 mm | 1 Fuß 3 Zoll  | generell       | Parkeisenbahnen, auch verschiedene Garten- und Ausstellungsbahnen; Miniatureisenbahnen |
| 381 mm | 1 Fuß 3 Zoll  | Deutschland    | nur Parkeisenbahn Stuttgart, Parkeisenbahn Dresden und Parkeisenbahn Leipzig |
| 381 mm | 1 Fuß 3 Zoll  | Österreich     | nur Wien: Donauparkbahn (seit 1964) und Liliputbahn Prater (seit 1928) |
| 381 mm | 1 Fuß 3 Zoll  | Australien     | nur Bush Mill Railway |
| 381 mm | 1 Fuß 3 Zoll  | Frankreich     | nur Anse: Chemin de fer Touristique d’Anse |
| 381 mm | 1 Fuß 3 Zoll  | Großbritannien | England: unter anderem: Romney, Hythe and Dymchurch Railway, Ravenglass & Eskdale Railway, Waveney Valley Railway, Bressingham Gardens, früher auch Eaton Bank Railway (von Sir Arthur Haywood, Pionier und Förderer der 15-Zoll-Ultra-Schmalspur für öffentliche Bahnen) Wales: nur Conwy Valley Railway Museum, Oakwood Adventure Park, Rhiw Valley Light Railway, Rhyl Miniature Railway, Fairbourne Railway (1916–1986) Nordirland: nur Belfast Bellevue Park Railway (bis 1950) |
| 381 mm | 1 Fuß 3 Zoll  | Indien         | nur Delhi: Bal Bahran Park Railway |
| 381 mm | 1 Fuß 3 Zoll  | Japan          | nur Sakuradani Light Railway, Shuzenji Romney Railway und Cygnus woodland Railway |
| 381 mm | 1 Fuß 3 Zoll  | Kanada         | nur Surrey (British Columbia): Bear Creek Park Train |
| 381 mm | 1 Fuß 3 Zoll  | Neuseeland     | nur Driving Creek Railway und Whangaparaoa Narrow Gauge Railway |
| 381 mm | 1 Fuß 3 Zoll  | USA            | unter anderem: Glenwood South Park & Pacific Railroad, Orland Newville and Pacific Railroad, Milwaukee Zoo Railroad |

### Spurweiten 400 bis 499 mm
| Breite | Breite        | Staat          | Bemerkungen |
| in mm  | Fuß & Zoll    | Staat          | Bemerkungen |
| ------ | ------------- | -------------- | --- |
| 400 mm | 1 Fuß 3¾ Zoll | Deutschland    | Kindereisenbahn Cartoon Express bei kiddy-smile, Schaustellerfahrgeschäft; Hersteller: Satorio, Italien                                             |
| 410 mm | 1 Fuß 4⅛ Zoll | Deutschland    | nur Kinderstraßenbahn Frankfurt am Main (seit 1960)                                                                                                 |
| 450 mm | 1 Fuß 5¾ Zoll | Tschechien     | einige (ehemalige?) Werksbahnen in Tschechien |
| 457 mm | 1 Fuß 6 Zoll  | Großbritannien | England: unter anderem: Bicton, Bicton Woodland Railway (seit 1963), Crewe: Werkbahn Crewe (1862–1932), Woolwich: Royal Arsenal Railway (1873–192?) |
| 457 mm | 1 Fuß 6 Zoll  | Australien     | Adelaide: nur im National Railway Museum (?–?) |
| 457 mm | 1 Fuß 6 Zoll  | Neuseeland     | nur Porirua–Papakowhai: Aotea Railway (?–?) |
| 457 mm | 1 Fuß 6 Zoll  | USA            | unter anderem: Kalifornien: Billy Jones Wildcat Railroad (seit 1970), Pennsylvania: Collegeville and Southern Railway (seit 2004)                   |
| 483 mm | 1 Fuß 7 Zoll  | Isle of Man    | Great Laxey Mine Railway (seit 187?) |

### Spurweiten 500 bis 599 mm
| Breite | Breite               | Staat | Bemerkungen |
| in mm  | Fuß & Zoll           | Staat | Bemerkungen |
| ------ | -------------------- | --- | --- |
| 500 mm |                      | generell | weltweit Militär-, Industrie-, Gruben-, Feld-, Garten- und Waldbahnen                                                                         |
| 500 mm | Deutschland          | Parkeisenbahn Vatterode (1967–2008, Wiederinbetriebnahme 6. August 2016), Parkeisenbahn Lauchhammer                                                                                    | |
| 500 mm | Österreich           | Wien: Versorgungsheimbahn Lainz (1904–2011), Märchengrottenbahn im Grazer Schloßberg (1968 bis Schließung Ende 2011; umgespurt auf 600 mm wieder eröffnet als Grazer Märchenbahn 2014) | |
| 500 mm | Argentinien          | Ferrocarril Austral Fueguino (8 km, seit 1994) | |
| 500 mm | Dänemark             | Zementfabrik Rördal in Aalborg | |
| 500 mm | Frankreich           | Artouste: Petit train d’Artouste; Saint-Sulpice-la-Pointe: Chemin de Fer Touristique du Tarn                                                                                           | |
| 500 mm | Marokko              | Casablanca-Berrechid (1908–?) | |
| 500 mm | Mexiko               | Yucatán, Plantagenbahnen | |
| 500 mm | Peru                 | Lima, Stadtteil Sucro, Parque de la Amistad | |
| 500 mm | Tschechien           | einige (ehemalige?) Werksbahnen in Tschechien | |
| 508 mm | 1 Fuß 8 Zoll         | Großbritannien | England: Scarborough North Bay Railway |
| 508 mm | 1 Fuß 8 Zoll         | USA | Arizona: Grubenbahnen bei Morenci |
| 520 mm | 1 schwed. Fuß 9 Zoll | Schweden | Industriebahn bei Sandvikens Järnverk |
| 533 mm |                      | Großbritannien | Blackpool Pleasure Beach, Pleasure Beach Express (1933–1970 ?)                                                                                |
| 550 mm |                      | Deutschland | Grubenbahnen (u. a. Dachschieferbergbau Mayen/Eifel)                                                                                          |
| 550 mm | Tschechien           | Prag: Standseilbahn und Schrägaufzug, Seilbahn des NH-Hotels Prag | |
| 560 mm |                      | Deutschland | Grubenbahn Salzbergwerk Berchtesgaden |
| 575 mm |                      | Deutschland | Grubenbahnen (unter anderem Erzbergwerke in Bad Ems und Ramsbeck)                                                                             |
| 578 mm | 1 Fuß 10¾ Zoll       | Großbritannien | Wales: Dinorwic-Steinbruch (–1969) und Penrhyn Quarry Railway (1798–1962) (Penrhyn-Steinbruch)                                                |
| 580 mm | 22 Wiener Zoll       | Österreich | Wolfsegg Traunthaler Kohlenwerke in Ampflwang                                                                                                 |
| 585 mm |                      | Deutschland | Tollwitz-Dürrenberger Eisenbahn 1836–1963 |
| 597 mm | 1 Fuß 11½ Zoll       | Großbritannien | unter anderem: England: Lincolnshire Kartoffelbahnen (bis 1969) Wales: Welsh Highland Railway (seit 1922) und Ffestiniog Railway (seit 1836), |

### Spurweiten 600 bis 699 mm
| Breite | Breite                       | Staat | Bemerkungen |
| in mm  | Fuß & Zoll                   | Staat | Bemerkungen |
| ------ | ---------------------------- | --- | --- |
| 600 mm |                              | generell | weltweit bei Militär-, Industrie-, Baustellen- und Feldbahnen                                                                       |
| 600 mm | Deutschland                  | Waldeisenbahn Muskau (seit 1895), ehemals in Preußen Anklam-Lassaner Kleinbahn (1896–1945), Dampfkleinbahn Bad Orb (seit 2001), Malente–Lütjenburg (2006–2010), Sandbahn Pleinfeld (1925–1964), Halligbahn Lüttmoorsiel–Nordstrandischmoor (seit 1934), Küstenschutzbahn Minsener Oog (seit ca. 1925 – nicht öffentlich), Inselbahn Baltrum (1949–1985), Inselbahn Helmsand, Küstenschutzbahn Neuwerk (1962–1985), Militärbahnen Helgoland (nur Feldbahn mit Militärverkehr 1891–1922/1934–1947), Feldbahn im Marine-Munitionsdepot Laboe (1958–1996), Mecklenburgisch-Pommersche Schmalspurbahn (1888–1969; bis zu 200 km; kurzes Teilstück 1999 als Museumsbahn wieder aufgebaut) sowie mehrere noch bestehende Parkeisenbahnen und die Bad Schwalbacher Kurbahn, Grugabahn; Parkbahn im Essener Grugapark. | |
| 600 mm | Österreich                   | Kleinbahn Neusiedl am See (1928–1939), Waldbahn Nasswald (1985–2008), Reißeck-Höhenbahn (1953/65–2014), Feistritzwaldbahn (1902–1958), Montan- und Werksbahnmuseum Graz (Werksbahnsammlung) in Stollen des Grazer Schloßbergs (seit Jahrzehnten, bis heute (2023) nicht öffentlich zugänglich), Märchenbahn im Grazer Schloßberg (seit 2014 umgespurt auf 600 mm der im Nachbarstollen liegenden Werksbahnsammlung; zuvor 500 mm als Märchengrottenbahn: 1968–2011) | |
| 600 mm | Schweiz                      | Verticalp Emosson (Parc d’Attractions du Châtelard): Les Montuires–Pied du Barrage, Schinznacher Baumschulbahn (seit 1928) | |
| 600 mm | Afghanistan                  | (1950–?) | |
| 600 mm | Angola                       | zweithäufigste Spurweite (123 km) | |
| 600 mm | Argentinien                  | Tren Ecológico (seit 2001) | |
| 600 mm | Brasilien                    | São Paulo (Bundesstaat): Perus: Ferrovia Perus-Pirapora (1914–1983) | |
| 600 mm | Bulgarien                    | | |
| 600 mm | Demokratische Republik Kongo | Uelle-Bahnen – zweithäufigste Spurweite (1026 km) | |
| 600 mm | Finnland                     | Konnunsuon–Muukon rautatie (1924–1961) Konnunsuo – Muukko; Bahnstrecke Kaipiainen–Tirva | |
| 600 mm | Frankreich                   | Chemins de Fer du Calvados (1891–1944) | |
| 600 mm | Griechenland                 | Pilionbahn (seit 1904) | |
| 600 mm | Italien                      | Sardinien: Werkbahn San Gavino Monreale – Sciria (1876–1958) | |
| 600 mm | Marokko                      | 1912–1935 Streckennetz von 1700 km | |
| 600 mm | Mexiko                       | Mexiko-Stadt, Stadtteil Tacubaya: Ferrocarril de Tacubaya (1896–1910) | |
| 600 mm | Namibia                      | Otavi Minen- und Eisenbahn-Gesellschaft (1906–?), (nach dem Zweiten Weltkrieg auf 1067 mm umgebaut), Schienenverkehr in Namibia | |
| 600 mm | Niederlande                  | Kaatsheuvel: Efteling (seit 1969) | |
| 600 mm | Norwegen                     | Lommedalsbanen | |
| 600 mm | Polen                        | Jarotschiner Kreisbahn, Kreisbahn Witkowo, Ortelsburger Kleinbahn (1915–1974), Wirsitzer Kreisbahn, Zniner Kreisbahn, Bromberger Kreisbahn | |
| 600 mm | Schweden                     | Helsingborg-Råå-Ramlösa Järnväg (HRRJ) (1891–1906), Munkedals Järnväg (MJ) (1895–1955), Ohsabanan (seit 1970), ÖSLJ Läggesta-Mariefred/Taxinge | |
| 600 mm | Tschechien                   | einige (ehemalige?) Werksbahnen in Tschechien, Koliner Rübenbahn | |
| 600 mm | Ungarn                       | Kemence: Waldbahn Kemence (seit 1893) | |
| 600 mm | Uruguay                      | bei Cantera Burgueño; bei Arrozal | |
| 603 mm | 1 Fuß 11¾ Zoll               | Großbritannien | Wales: Aberystwyth: Vale of Rheidol Railway (seit 1902)                                                                             |
| 610 mm | 2 Fuß                        | generell | weltweit verbreitet bei Industrie- und Militärbahnen (besonders im früheren britischen Einflussgebiet)                              |
| 610 mm | 2 Fuß                        | Australien | Queensland |
| 610 mm | 2 Fuß                        | Brunei | 13 km |
| 610 mm | 2 Fuß                        | China | Sha Tau Kok Railway (1912–1928) |
| 610 mm | 2 Fuß                        | Fidschi | |
| 610 mm | 2 Fuß                        | Georgien | 100 km |
| 610 mm | 2 Fuß                        | Großbritannien | London Post Office Railway (1928–2003), Fairbourne Railway (1895–1916) Groudle Glen Railway (seit 1896),                            |
| 610 mm | 2 Fuß                        | Indien | Darjeeling-Bahn (seit 1879), Matheran Hill Railway (seit 1907)                                                                      |
| 610 mm | 2 Fuß                        | Demokratische Republik Kongo | Bahnstrecke Boma–Tshela (Majumbe-Linie, 1889–1984)                                                                                  |
| 610 mm | 2 Fuß                        | Mexiko | Córdoba and Huatusco Railroad (1902–1953), Hornos Railroad                                                                          |
| 610 mm | 2 Fuß                        | Südafrika | Bahnstrecke Port Shepstone–Harding (1917–2008), South Western Railway (Südafrika) (1907–1949)                                       |
| 610 mm | 2 Fuß                        | Sudan | zweithäufigste Spurweite (716 km)                                                                                                   |
| 610 mm | 2 Fuß                        | Tansania | Southern Province Railway (275 km)                                                                                                  |
| 610 mm | 2 Fuß                        | USA | Bahnstrecken in Maine: Sandy River Railroad (1879–1935), Hawaii: Hawaiian Agricultural Company Railroad (1880–1903)                 |
| 620 mm |                              | Slowenien | Postojna: Adelsberger Grotten |
| 622 mm | 2 Fuß ½ Zoll                 | Großbritannien | Wales: Penrhyn Quarry Railway (bis 1879)                                                                                            |
| 630 mm |                              | Deutschland | Ziegeleipark Mildenberg |
| 655 mm |                              | Deutschland | Schlebusch-Harkorter Kohlenbahn |
| 660 mm |                              | Deutschland | Industrie- und Grubenbahnen (unter anderem im Saarland und in Rheinland-Pfalz)                                                      |
| 686 mm | 2 Fuß 3 Zoll                 | Großbritannien | Wales: Corris Railway (seit 1859), Talyllyn Railway (seit 1866), Schottland: Campbeltown and Machrihanish Light Railway (1876–1931) |
| 693 mm | 2 schwed. Fuß 4 Zoll         | Schweden | Industriebahn bei Kvarnsvedens Pappersbruk in Borlänge                                                                              |

### Spurweiten 700 bis 799 mm
| Breite | Breite                     | Staat | Bemerkungen |
| in mm  | Fuß & Zoll                 | Staat | Bemerkungen |
| ------ | -------------------------- | --- | --- |
| 700 mm |                            | Frankreich | Chemin de fer touristique d’Abreschviller (seit 1968) |
| 700 mm | Dänemark                   | Industriebahnen in Dänemark, Hedelands Veteranbane | |
| 700 mm | Indonesien                 | Plantagenbahnen auf Java | |
| 700 mm | Kuba                       | Plantagenbahnen | |
| 700 mm | Luxemburg                  | Standardspurweite für Grubenbahnen in Luxemburg und Lothringen | |
| 700 mm | Niederlande                | Feldbahnen in den Niederlanden | |
| 700 mm | Tschechien                 | einige (ehemalige?) Werksbahnen in Tschechien | |
| 711 mm | 2 Fuß 4 Zoll               | Großbritannien | England: Snailbeach District Railways (1877–1959) |
| 724 mm | 2 Fuß 4½ Zoll              | Großbritannien | Wales: Glyn Valley Tramway (1873–1935) |
| 740 mm |                            | Luxemburg | MMR-Grubenbahn in Rodange |
| 750 mm |                            | generell | Hauptverbreitungsgebiete: in vielen Ländern der Erde, Standardspurweite für Industriebahnen in der ehemaligen UdSSR Hauptanwendungsgebiete: weit verbreitet bei Neben-, Industrie- und Militärbahnen                                            |
| 750 mm | Deutschland                | In Deutschland weit verbreitete Schmalspur, z. B. bei den sächsischen Schmalspurbahnen, Rügensche Kleinbahn, ehemals in Württemberg und Preußen (beispielsweise Insterburger Kleinbahnen) | |
| 750 mm | Österreich                 | Bahn der internationalen Rheinregulierung | |
| 750 mm | Schweiz                    | Waldenburgerbahn (bis 6. April 2021), Bahn der internationalen Rheinregulierung | |
| 750 mm | Ägypten                    | Egyptian Delta Light Railways, Fayoum Light Railway (1898–?) | |
| 750 mm | Argentinien                | Ingeniero Jacobacci–Esquel (402 km), Kohlenbahn Rio Turbio–Rio Gallegos (255 km) | |
| 750 mm | China                      | zweithäufigste Spurweite (3500 km) | |
| 750 mm | Estland                    | Lokalbahnen, unter anderem Bahnstrecke Liiva–Vääna | |
| 750 mm | Finnland                   | unter anderem: Bahnstrecke Humppila–Forssa; Bahnstrecke Hyrynsalmi–Kuusamo | |
| 750 mm | Frankreich                 | CF Economiques Forestiers des Landes (1907–1934) | |
| 750 mm | Griechenland               | Bahnstrecke Diakopto–Kalavryta | |
| 750 mm | Indonesien                 | Militäreisenbahn Aceh Tramway | |
| 750 mm | Italien                    | Dampfstraßenbahn Biella–Cossato (1872–1916), Dampfstraßenbahn Ivrea–Santhià (1882–1933), Dampfstraßenbahn Bari–Barletta (1883–1959) letzte Dampfstraßenbahn in Italien, danach umgebaut auf Normalspur und elektrifiziert, Ferrovia Cividale–Caporetto (1916–1918/1921–1932) | |
| 750 mm | Lettland                   | 33 km, Latvijas Dzelzceļš | |
| 750 mm | Litauen                    | 179 km, Lietuvos geležinkeliai | |
| 750 mm | Libyen                     | Libysche Eisenbahn (Erste Strecken um Bengasi 1911–1925 – umgebaut auf 950 mm) | |
| 750 mm | Mexiko                     | Yucatán, Acanceh–Sotuta | |
| 750 mm | Niederlande                | Doetinchem–Doesburg (–1957) (Gelderse Tram) | |
| 750 mm | Norwegen                   | Sulitjelmabanen (1891–1915), Urskog-Hølandsbanen, Nesttun-Osbanen | |
| 750 mm | Peru                       | Straßenbahn Huacho (1890–1929) | |
| 750 mm | Polen                      | Ełcka Kolej Dojazdowa, Żuławska Kolej Dojazdowa | |
| 750 mm | Spanien                    | FC Granada a Sierra Nevada (1925–1974) FC Valdepenas a Puertollano (1924–1963) | |
| 750 mm | Türkei                     | Bahnstrecke Samsun–Çarşamba, (Samsun–Çarşamba Railway Line) (1924–1971) | |
| 750 mm | Tschechien                 | Schmalspurbahn Frýdlant–Heřmanice | |
| 750 mm | Ukraine                    | Ukrsalisnyzja | |
| 750 mm | Uruguay                    | Piriapolis–Pan de Azúcar (1903–1958) | |
| 760 mm |                            | generell | Bosnische Spurweite Hauptverbreitungsgebiete: Zuerst in Bosnien eingeführt, im früheren Österreich-Ungarn und den Nachfolgestaaten als Standard-Schmalspur einst weit verbreitet Hauptanwendungsgebiete: Nebenbahnen, Wald- und Industriebahnen |
| 760 mm | Österreich                 | Mariazellerbahn (seit 1898), Pinzgauer Lokalbahn (seit 1898), Waldviertler Schmalspurbahnen (seit 1900), Bregenzerwaldbahn (seit 1902), Feistritztalbahn (seit 1911), Gurktalbahn (seit 1898), Höllentalbahn (Niederösterreich) (seit 1918), Murtalbahn (seit 1894), Waldbahn Deutschlandsberg (1920–1959), Bahnstrecke Tschagguns–Partenen (1927–1961), Thörlerbahn (1893–1964), Straßenbahn Ybbs (1907–1953), Steyrtalbahn (1889–1982, heute Museumsbahn), Ybbstalbahn (seit 1896, heute großteils stillgelegt), Zillertalbahn (seit 1900); Werksbahn für Material zum Bau des Arlberg-Eisenbahntunnels (1882–1884) | |
| 760 mm | Bosnien                    | Bosnisch-Herzegowinische Staatsbahnen, Straßenbahn Sarajevo (1885–1960, dann umgespurt auf 1435 mm), viele Waldbahnstrecken | |
| 760 mm | Bulgarien                  | Rhodopenbahn (seit 1922), Červen Brjag–Orjachowo | |
| 760 mm | Italien                    | Fleimstalbahn (1918–1963) – 1929 umgespurt auf 1000 mm, Grödner Bahn (1916–1960), Lokalbahn Mori–Arco–Riva (1891–1936), Lokalbahn Triest–Parenzo (1902–1935), Straßenbahn Pirano–Portorose (1912–1953) | |
| 760 mm | Kroatien                   | Straßenbahn Dubrovnik (1910–1970), Straßenbahn Zagreb (1891–1910) – umgespurt auf 1000 mm, Lokalbahn Triest–Parenzo (1902–1935), Dalmatinerbahn (1901–1976), Split–Sinj (1903–1963) | |
| 760 mm | Rumänien                   | Wassertalbahn (seit 1886), CFR-Schmalspurbahnen, unzählige weitere Waldbahnen (CFF) und Industriebahnen (CFI) | |
| 760 mm | Serbien                    | siehe: Schmalspurbahnen in Serbien; Šarganska osmica | |
| 760 mm | Slowakei                   | Schmalspurbahn Trenčianska Teplá–Trenčianske Teplice (seit 1909), Schwarzgranbahn (seit 1908), Schmalspurbahn Ružomberok–Korytnica (1908–1974), Považská lesná železnica (1916–1972) | |
| 760 mm | Slowenien                  | Straßenbahn Pirano–Portorose (1912–1953), Lokalbahn Triest–Parenzo (1902–1935), Lokalbahn Pöltschach–Gonobitz (1892–1970) | |
| 760 mm | Tschechien                 | Neuhauser Lokalbahn (seit 1897), Schmalspurbahn Třemešná ve Slezsku–Osoblaha (seit 1898), Schmalspurbahn Bärn-Andersdorf–Hof (1898–1937) | |
| 760 mm | Ukraine                    | Schmalspurnetz Berehowe (1908–1948) | |
| 760 mm | Ungarn                     | Kindereisenbahn Budapest (seit 1948), sowie viele andere Schmalspurbahnen und Waldbahnen | |
| 762 mm | 2 Fuß 6 Zoll               | generell | Hauptverbreitungsgebiete: weltweit Hauptanwendungsgebiete: Nebenbahnen, Wald- und Industriebahnen |
| 762 mm | 2 Fuß 6 Zoll               | Australien | Victoria: Puffing Billy Railway (seit 1900) |
| 762 mm | 2 Fuß 6 Zoll               | Bangladesch | Kaunia–Dharlla State Railway (1881–1901) |
| 762 mm | 2 Fuß 6 Zoll               | Bolivien | Ferrocarril de Antofagasta a Bolivia: Strecke Oruro–Uyuni (1892–1916), Strecke Uyuni–Ollagüe (1889–1928) (beide in Meterspur umgebaut) |
| 762 mm | 2 Fuß 6 Zoll               | Brasilien | Estrada de Ferro Oeste de Minas (1881–1983) |
| 762 mm | 2 Fuß 6 Zoll               | Chile | Ferrocarril de Antofagasta a Bolivia (1873–1928) (in Meterspur umgebaut) |
| 762 mm | 2 Fuß 6 Zoll               | Großbritannien | England: Tower Subway London (1870), Dampfstraßenbahn Alford & Sutton (1884–1889) Schottland: Almond Valley Light Railway (seit 1993) Wales: Pferdestraßenbahn Pwllheli (1899–1919)                                                             |
| 762 mm | 2 Fuß 6 Zoll               | Indien | Kalka-Shimla Railway (seit 1903) |
| 762 mm | 2 Fuß 6 Zoll               | Japan | acht Linien, unter anderem: Kurobe Gorge Railway, Kurobe Senyō Railway (Werkbahn), Sangi Railway |
| 762 mm | 2 Fuß 6 Zoll               | Mosambik | Caminhos de Ferro de Moçambique (122 km) |
| 762 mm | 2 Fuß 6 Zoll               | Nepal | Nepal Government Railway (NGR): Grenzüberschreitende Strecke Amlekhganj–Raxaul (Indien), 48 km lang (1927–1965) Janakpur Railway: Grenzüberschreitende Strecke Bijalpura–Janakpur–Jaynagar (Indien), 53 km lang (1937–2001)                     |
| 762 mm | 2 Fuß 6 Zoll               | Nigeria | Wushishi tramway (1901–1910) Bauchi Light Railway (1914–1957) |
| 762 mm | 2 Fuß 6 Zoll               | Nordkorea | Koreanische Staatsbahn |
| 762 mm | 2 Fuß 6 Zoll               | Pakistan | |
| 762 mm | 2 Fuß 6 Zoll               | Palästina | Britische Militärbahnen in Palästina (1916–?) |
| 762 mm | 2 Fuß 6 Zoll               | Sierra Leone | Sierra Leone Government Railway (1897–1974) |
| 762 mm | 2 Fuß 6 Zoll               | Sri Lanka | |
| 762 mm | 2 Fuß 6 Zoll               | Südafrika | ehemalig und später auf 1067 mm umgebaut, Namaqualand Railway (1866–1944) |
| 762 mm | 2 Fuß 6 Zoll               | Südkorea | Straßenbahn Pusan (1910–1968) – 1931 umgespurt auf 1067 mm |
| 762 mm | 2 Fuß 6 Zoll               | Taiwan | Alishan-Waldbahn (seit 1912), Luodong-Waldbahn (bis 1979), Zuckerbahnen in Taiwan |
| 762 mm | 2 Fuß 6 Zoll               | USA | Ahukini Terminal and Railway (1921–1959), Kauai Railway (1907–1947) |
| 762 mm | 2 Fuß 6 Zoll               | Zypern | Cyprus Government Railway (1904–1951), Cyprus Mines Corporation Mineral Railway (bis 1974) |
| 775 mm |                            | Deutschland | Bombergbahn (1895–1925) |
| 785 mm | 2 preuß. Fuß 6 Zoll        | Deutschland | Bröltalbahn, ausgedehntes Streckennetz ab Bonn-Beuel, Oberschlesische Schmalspurbahn (bis 1920 und 1945), Erzbahn Ilseder Hütte |
| 785 mm | 2 preuß. Fuß 6 Zoll        | Dänemark | Industriebahnen in ganz Dänemark |
| 785 mm | 2 preuß. Fuß 6 Zoll        | Finnland | Bahnstrecke Kymi–Sunila, 1926 umgespurt auf 1524 mm |
| 785 mm | 2 preuß. Fuß 6 Zoll        | Polen | Oberschlesische Schmalspurbahn (seit 1920 und 1945) |
| 790 mm | 2 Wiener Fuß 6 Wiener Zoll | Österreich | Werksbahn Donawitz |
| 790 mm | 2 Wiener Fuß 6 Wiener Zoll | Rumänien | Industriebahn Petrila–Lonea |
| 790 mm | 2 Wiener Fuß 6 Wiener Zoll | Tschechien | Schmalspurbahn des Grafen Chorinský |
| 791 mm |                            | Dänemark | Faxe Jernbane |

### Spurweiten 800 bis 899 mm
| Breite | Breite        | Staat | Bemerkungen |
| in mm  | Fuß & Zoll    | Staat | Bemerkungen |
| ------ | ------------- | --- | --- |
| 800 mm | 2 Fuß 7½ Zoll | Deutschland | nur Zahnradbahn Zuckerfabrik Schulau (1901–1931), Schmalspur-Werkbahn der Westfalenhütte (1871–1983), Ernstbahn (1876–1962), Museumsfeldbahn Leipzig-Lindenau |
| 800 mm | 2 Fuß 7½ Zoll | Österreich | Kaprun: nur Schrägaufzug Limbergstollen (1949–?), nicht öffentliche Werkbahn |
| 800 mm | 2 Fuß 7½ Zoll | Schweiz | verschiedene Bergbahnen: Schynige Platte-Bahn (seit 1893) der Berner Oberland-Bahn (BOB), Strecke Montreux–Territet–Glion–Rochers-de-Naye der MTGN (seit 1892), Wengernalpbahn (seit 1893), Brienz-Rothorn-Bahn (seit 1892), Pilatusbahn (seit 1889) und Monte Generoso-Bahn (Ferrovia Monte Generoso – Zahnradbahn – seit 1890), Riffelalptram (seit 1899) |
| 800 mm | 2 Fuß 7½ Zoll | Frankreich | Luchon: EDF Portillon (Standseilbahn seit 1938) |
| 800 mm | 2 Fuß 7½ Zoll | Großbritannien | Wales: nur Snowdon Mountain Railway (seit 1896) |
| 800 mm | 2 Fuß 7½ Zoll | Iran | Teheran-Abd-al-Azim-Eisenbahn (1888–1962) |
| 800 mm | 2 Fuß 7½ Zoll | Italien | Industriebahn Crotone–Timpa Grande (Ferrovia della Val di Neto – 1920–1955) |
| 800 mm | 2 Fuß 7½ Zoll | Japan | Kioto zum Berg Kurama, (Standseilbahn) |
| 800 mm | 2 Fuß 7½ Zoll | Polen | Warschau: einige Vorortbahnen, allesamt stillgelegt |
| 800 mm | 2 Fuß 7½ Zoll | Brasilien | Lokalbahn Bertioga–Itatinga an der São Pauloer Nordküste |
| 802 mm |               | Schweden | acht nicht mehr bestehende Gesellschaften, u. a. Bredsjö-Grängens Järnväg (1894–1907), Voxna-Lobonäs Järnväg (1908–1932) |
| 820 mm |               | Deutschland | Prinz-Wilhelm-Eisenbahn (1831–1844/47) |
| 820 mm | Österreich    | Eisenerzer Bahn (um 1810, nicht öffentliche Werkbahn) | |
| 825 mm |               | Großbritannien | England: Volk’s Electric Railway, Furzebrook Railway |
| 828 mm | 2 Fuß 8½ Zoll | Großbritannien | England: Brighton and Rottingdean Seashore Electric Railway (1896–1901) zwei Einzelgleise mit je 828 mm und 5486 mm Gesamtspurweite (Vierschienengleis) |
| 838 mm |               | Großbritannien | England: Seaton Tramway (seit 1971) |
| 850 mm |               | Deutschland | Kunstertalbahn (zur Grube Kunst), 2,4 km; 1882–1924 |
| 850 mm | Italien       | Bahnstrecke Ponte Tresa–Luino (1885–1924, danach umgespurt auf 1100 mm), Bahnstrecke Menaggio–Porlezza (1884–1939), Minenbahn Porto Empedocle–Lucia (1881–1950), Minenbahn Raddusa–Sant'Agostino (1886–1955) | |
| 860 mm |               | Deutschland | Alsensche Kreidebahn Lägerdorf–Itzehoe |
| 880 mm |               | Deutschland | Bayern: Torfbahn Grassau–Rottau |
| 880 mm | Österreich    | Kaprun: Schrägaufzug Limbergstollen – West (1955–?) | |
| 880 mm | Norwegen      | Werksbahn der Sundland Torvströfabrikk in Stokke | |
| 889 mm |               | Deutschland | Schlebusch-Harkorter Kohlenbahn |
| 891 mm | 3 schwed. Fuß | Schweden | Standard-Schmalspurweite in Schweden, alle Bahngesellschaften (etwa 85) mit Ausnahme der Roslagsbanan und einiger Museumsbahnen (z. B. Hesselby–Munkebo auf Gotland) bestehen nicht mehr |

### Spurweiten 900 bis 999 mm
| Breite | Breite       | Staat | Bemerkungen |
| in mm  | Fuß & Zoll   | Staat | Bemerkungen |
| ------ | ------------ | --- | --- |
| 900 mm |              | Deutschland | Amrumer Inselbahn (1893–1939), Bäderbahn Molli (seit 1886), Borkumer Kleinbahn (seit 1879), Halligbahn Dagebüll–Oland–Langeneß (seit 1927), Verlängerung der Kandertalbahn (1907–1919), Kohlebahnen im Lausitzer Braunkohlerevier, im Mitteldeutschen Braunkohlerevier und in der Wetterau (bis 1991), Schmalspurbahn Neubukow Obere Weiche–Bastorf, (1890–1948), Wachtlbahn (seit ca. 1880) |
| 900 mm | Österreich   | Straßenbahn Linz (seit 1880/1895), Pöstlingbergbahn (seit 2008, vorher 1000 mm), Lokalbahn Ebelsberg–St. Florian (1973 eingestellt) und Museumsbahn St. Florian | |
| 900 mm | Australien   | Latrobe Valley: Yallourn Railway (–2000) | |
| 900 mm | Finnland     | Rokua: Rokuan rautatie (seit 1986) | |
| 900 mm | Georgien     | Bahnstrecke Bordschomi–Bakuriani | |
| 900 mm | Georgien     | Abchasien: New Athos Cave Railway (seit 1975) | |
| 900 mm | Irland       | Straßenbahn Cork (1901–1931) | |
| 900 mm | Island       | Hafenbahn Reykjavík (1917–1928) | |
| 900 mm | Italien      | Ferrovia Cogne-Acque Fredde (1921–1979) | |
| 900 mm | Niederlande  | Torfbahnen im Osten des Landes, Industrieel Smalspoor Museum in Erica (Drenthe) | |
| 900 mm | Polen        | Straßenbahn Krakau (1883–1953; auf Normalspur umgebaut), Bergbaubahn Turoszów (bis 1984) | |
| 900 mm | Portugal     | Straßenbahn Lissabon (seit 1873) | |
| 900 mm | Tschechien   | Kohlebahnen bei Sokolov (bis 2002) | |
| 914 mm | 3 Fuß        | generell | Englische 3-Fuß-Spur |
| 914 mm | 3 Fuß        | Australien | Powelltown Tramway (1913–1945) |
| 914 mm | 3 Fuß        | Belize | 1913–1937 |
| 914 mm | 3 Fuß        | China | Sha Tau Kok Railway (1912–1928) |
| 914 mm | 3 Fuß        | El Salvador | 555 km |
| 914 mm | 3 Fuß        | Guatemala | 1880–? |
| 914 mm | 3 Fuß        | Irland | Torfbahnen in Irland, Ballycastle Railway (1888–1950), Cork and Muskerry Light Railway (1887–1934) |
| 914 mm | 3 Fuß        | Japan | Asakura-Schmalspurbahn (1908–1940) |
| 914 mm | 3 Fuß        | Kanada | White Pass and Yukon Railway (seit 1898), Kaslo and Slocan Railway (1895–1955) |
| 914 mm | 3 Fuß        | Kolumbien | Schienenverkehr in Kolumbien (3154 km) |
| 914 mm | 3 Fuß        | Isle of Man | Isle of Man Steam Railway, Manx Electric Railway, Douglas Bay Horse Tramway (seit 1876) |
| 914 mm | 3 Fuß        | Mexiko | Bahnen um Mexiko-Stadt, Yucatán, \| Acanceh – \| Sotuta |
| 914 mm | 3 Fuß        | Neuseeland | Miranui Flax Tramway (1907–1920) |
| 914 mm | 3 Fuß        | Peru | Cusco–Quillabamba, Huancayo–Huancavelica, Ferrocarril Sur-Oriente (FCSO) |
| 914 mm | 3 Fuß        | Puerto Rico | Tren del Sur (1984–2005) |
| 914 mm | 3 Fuß        | Spanien | Schienenverkehr auf Mallorca, Ferrocarril de Sóller |
| 914 mm | 3 Fuß        | Uruguay | Puerto del Sauce (nun Juan Lacaze)-Terminal (1901–1959) |
| 914 mm | 3 Fuß        | USA | Standard-Schmalspurweite in den USA, unter anderem: Denver & Rio Grande Western, Lahaina, Kaanapali and Pacific Railroad |
| 915 mm |              | Deutschland | Straßenbahn Chemnitz bis 1914 auf 925 mm umgebaut |
| 925 mm |              | Deutschland | Straßenbahn Chemnitz 1958–1988 auf Normalspur umgebaut |
| 940 mm | 3 Fuß 1 Zoll | Australien | Sydney Monorail (Einschienenbahn) |
| 940 mm | 3 Fuß 1 Zoll | USA | Ohio: St. Clairsville Railway |
| 946 mm |              | Österreich | Standseilbahn: Gletscherbahn Kaprun 2 (1974–2000, 3,3 km), seit der Brandkatastrophe (2000) außer Betrieb, 2014 bis auf den Tunnel rückgebaut |
| 950 mm |              | generell | Italienische Standard-Schmalspurweite (auch „Italienische Meterspur“) |
| 950 mm | Eritrea      | Eritreische Eisenbahn | |
| 950 mm | Italien      | Eisenbahnen (25 Strecken, davon 19 stillgelegt): Bahnstrecke Roma–Fiuggi–Alatri–Frosinone, Ferrovie Appulo Lucane, Ferrovie della Calabria, Ferrovia Circumetnea, Ferrovia Circumvesuviana, Ferrovie della Sardegna, Ferrovia Appennino Centrale (1886–1945), Bahnstrecke Santa Ninfa–Salemi (1935–1954), Bahnstrecke Siracusa–Ragusa–Vizzini (1915–1956), Bahnstrecke Gairo Taquisara–Jerzu (1893–1956), Bahnstrecke Isili–Villacidro (1915–1956), Bahnstrecke Villamar–Ales (1915–1956). Bahnstrecke Agrigento–Naro–Licata (1911–1958), Bahnstrecke Monti–Tempio Pausania (1888–1958), Bahnstrecke Palermo–Corleone–San Carlo (1886–1959), Bahnstrecke Dittaino–Leonforte (teilweise Zahnradbahn 1918–1959), Bahnstrecke Lercara–Filaga-Magazzolo (1912–1959), Dolomitenbahn (1915–1964), Ferrovia Spoleto–Norcia (1926–1968), Bahnstrecke Tirso–Chilivani (1891–1969), Bahnstrecke Dittaino–Piazza Armerina–Caltagirone (1912–1971), Bahnstrecke Castelvetrano–San Carlo–Burgio (1910–1972), Bahnstrecke San Giovanni Suergiu–Iglesias (1898–1974), Bahnstrecke Siliqua–San Giovanni Suergiu–Calasetta (1926–1974), Bahnstrecke Neapel–Santa Maria Capua Vetere (1913–1976), Bahnstrecke Castelvetrano–Porto Empedocle (1910–1986)Straßenbahnen (15 Betriebe, davon 13 stillgelegt): Stadtbahn Cagliari, Stadtbahn Sassari, Dampfstraßenbahn Iseo–Rovato–Chiari (1897–1915), Dampfstraßenbahn Lovere–Cividate Camuno (1901–1917 – 1909 umgebaut auf 1445 mm), Dampfstraßenbahn Modena–Maranello (1893–1937), Straßenbahn Agnone–Pescolanciano (1915–1944), Straßenbahn Messina (1890–1951), Straßenbahn Biella–Borriana (1925–1951), Straßenbahn Biella–Mongrando (1891–1951), Straßenbahn Offida–Castel di Lama (1926–1952), Straßenbahn Mondovì–Santuario di Vicoforte–San Michele di Mondovì (1881–1953), Straßenbahn Fermo–Porto San Giorgio (1928–1956), Straßenbahn Biella–Oropa (1911–1958), Straßenbahn Pescara (1934–1960), Straßenbahn Cagliari (1912–1973) | |
| 950 mm | Libyen       | Libysche Eisenbahn um Bengasi und Tripolis (1911–1965) | |
| 950 mm | Somalia      | Bahnstrecke Mogadischu-Villaggio Abruzzi (1914–1941) | |
| 965 mm |              | Großbritannien | Clifton Rocks Railway (1893–1934) |
| 983 mm |              | Japan | Hakone Tozan Cable Car |

### Spurweiten 1000 bis 1099 mm
| Breite  | Breite                       | Staat | Bemerkungen |                                                      |
| in mm   | Fuß & Zoll                   | Staat | Bemerkungen |                                                      |
| ------- | ---------------------------- | --- | --- | ---------------------------------------------------- |
| 1000 mm |                              | generell | Meterspur Hauptverbreitungsgebiete: Europa ohne Nordeuropa, Indien, Südostasien, Ostafrika, Westafrika, Südamerika Hauptanwendungsgebiete: Schmalspurbahnen, Straßenbahnen, Zahnradbahnen und Standseilbahnen |                                                      |
| 1000 mm | Deutschland                  | weit verbreitet, Beispiele: Harzer Schmalspurbahnen (seit 1887), Kleinbahn Hoya-Syke-Asendorf (seit 1900, Meterspur nur noch zwischen Bruchhausen-Vilsen und Asendorf), Brohltalbahn (seit 1901), Oberrheinische Eisenbahn (wie z. B. Bahnstrecke Mannheim–Weinheim), Bayerische Zugspitzbahn (seit 1929), Inselbahn Juist (1898–1982), Inselbahn Sylt (1888–1970), Straßenbahn Bielefeld, Straßenbahn Bochum/Gelsenkirchen, Straßenbahn Darmstadt, Straßenbahn Krefeld, Straßenbahn Würzburg. Die Straßenbahn Stuttgart wurde auf Regelspur umgebaut, für einen Museumsbetrieb mit zwei Linien wurden Dreischienengleise belassen. | |                                                      |
| 1000 mm | Österreich                   | Linz: Pöstlingbergbahn (1897–2008, danach umgespurt auf 900 mm), Achenseebahn (seit 1889), Lokalbahn Gmunden–Vorchdorf (seit 1912), Lokalbahn Mödling–Hinterbrühl (1883–1932), Lokalbahn Vöcklamarkt–Attersee (seit 1913), Schafbergbahn (seit 1893), Straßenbahn Innsbruck (ab 1905) mit Lokalbahnen wie Stubaitalbahn (seit 1904) und Localbahn Innsbruck–Hall in Tirol (1891–1974), Straßenbahn Unterach–See (3,2 km, 1907–1949), Straßenbahn Gmunden (seit 1894), Grazer Schloßbergbahn (212 m, seit 1894, Abtsche Ausweiche), Schneebergbahn (Zahnradbahn) (seit 1897) | |                                                      |
| 1000 mm | Schweiz                      | zweithäufigste Spurweite, mehrere große und kleinere Netze (Rhätische Bahn & Matterhorn-Gotthard-Bahn, Montreux-Oberland-Bahn, Chemins de fer du Jura, Chemin de fer Bière–Apples–Morges etc.) | |                                                      |
| 1000 mm | Argentinien                  | zweithäufigste Spurweite (11.080 km), Bahnstrecke Salta–Antofagasta, Transandenbahn | |                                                      |
| 1000 mm | Ägypten                      | Straßenbahn Kairo | |                                                      |
| 1000 mm | Bangladesch                  | seit 1885 | |                                                      |
| 1000 mm | Belgien                      | Kusttram (seit 1885), Société nationale des chemins de fer vicinaux (ehemaliges landesweites Überlandbahnnetz); Straßenbahn Antwerpen, Straßenbahn Gent | |                                                      |
| 1000 mm | Benin                        | 578 km | |                                                      |
| 1000 mm | Bolivien                     | Ferroviaria Oriental (1243 km), Empresa Ferroviaria Andina | |                                                      |
| 1000 mm | Brasilien                    | (24.424 km), Corcovado-Bergbahn (3,824 km, seit 1884) | |                                                      |
| 1000 mm | Burkina Faso                 | 622 km | |                                                      |
| 1000 mm | Chile                        | 2.923 km, Bahnstrecke Salta–Antofagasta, Transandenbahn, Empresa de los Ferrocarriles del Estado | |                                                      |
| 1000 mm | China                        | 466 km, Yunnan-Bahn (seit 1910), Straßenbahn Harbin (1927–1987) | |                                                      |
| 1000 mm | Dänemark                     | Bahnstrecke Frederikshavn–Skagen (1889–1924), Kreisbahn auf Alsen (1898–1933, Gaswerkbahn in Sønderborg bis 1951) | |                                                      |
| 1000 mm | Demokratische Republik Kongo | Kisangani – Ubundu, Kindu – Albertville (Kalemie) bis September 1955 | |                                                      |
| 1000 mm | Elfenbeinküste               | 660 km | |                                                      |
| 1000 mm | Ecuador                      | 965 km, Schienenverkehr in Ecuador | |                                                      |
| 1000 mm | Finnland                     | Straßenbahn Helsinki; Bahnstrecke Virkkala–Ojamo; Bahnstrecke Kuolimojärvi–Kallavesi | |                                                      |
| 1000 mm | Frankreich                   | ehemals in ganz Frankreich verbreitet, Réseau Breton (1891–1967); jetzt nur noch: Ligne de Cerdagne (seit 1910), Chemins de fer de la Corse, Bahnstrecke Saint-Gervais–Vallorcine (seit 1901), Chemin de fer du Blanc-Argent (seit 1901), Tramway du Mont-Blanc (seit 1899) | |                                                      |
| 1000 mm | Griechenland                 | Peloponnes: Organismos Sidirodromon Ellados | |                                                      |
| 1000 mm | Guayana                      | Demerara-Essequibo Railway | |                                                      |
| 1000 mm | Guinea                       | 807 km | |                                                      |
| 1000 mm | Italien                      | Eisenbahnen: Ferrovia Genova–Casella (seit 1929), Laaser Marmorbahn (seit 1929), Rittner Bahn (seit 1907), Ferrovia Trento–Malè (seit 1909), Lokalbahn Dermulo–Mendel (1909–1934), Bahnstrecke Triest–Opicina (seit 1902) Straßenbahnen (46 Betriebe, alle stillgelegt): Straßenbahn Genua (1878–1966), Straßenbahn Savona (1912–1948), Straßenbahn Stresa–Mottarone (teilweise Zahnradbahn – 1911–1963), Straßenbahn Intra–Premeno (1926–1959), Straßenbahn Imperia (1926–1947), Straßenbahn San Remo (1913–1948), Straßenbahn Ventimiglia (1901–1936), Straßenbahn Como (1899–1955), Straßenbahn Lecco (1927–1953), Pferdestraßenbahn Pavia–Certosa di Pavia (1890–1933 – Letzte Pferdestraßenbahn Italiens), Straßenbahn Viggiù–Bisuschio (1912–1951), Straßenbahn Bergamo (1898–1958), Straßenbahn Tirano–Campocologno (1908–1950), Straßenbahn Vicenza (Stadtnetz 1910–1951), Straßenbahn Padua (Stadtnetz 1907–1954), Straßenbahn Este–Sant'Elena (1906–1934), Straßenbahn Mestre (1891–1938 – Stadtnetz bis 1933), Straßenbahn Lido di Venezia (1907–1941), Straßenbahn Treviso (1910–1938), Straßenbahn Asolo–Montebelluna–Valdobbiadene (1913–1931), Dampfstraßenbahn Susegana–Pieve di Soligo (1913–1931), Straßenbahn Bozen (1909–1948), Straßenbahn Meran (1908–1956), Straßenbahn Udine (1908–1959), Straßenbahn Gorizia (1909–1935), Straßenbahn Abbazia–Mattuglie–Laurana (1908–1935), Straßenbahn Fiume (1899–1952), Straßenbahn Modena (1912–1950), Straßenbahn Ferrara (1910–1939), Straßenbahn San Giovanni Valdarno–Levane (1914–1937), Straßenbahn Lucca (1907–1957), Straßenbahn Pisa (1912–1952), Straßenbahn Perugia (1899–1946), Straßenbahn Camerino–Castelraimondo (1906–1956), Straßenbahn Civitanova–Porto Civitanova (1911–1955), Straßenbahn Sulmona (1908–1944), Straßenbahn Chieti (1905–1944), Straßenbahn Salerno (1909–1952 / Stadtnetz 1922–1937), Straßenbahn Sorrent–Castellammare (1906–1948 – Ersatz durch Teil der Ferrovia Circumvesuviana), Straßenbahn Bari (1909–1952), Straßenbahn Lecce–San Cataldo (1898–1933), Straßenbahn Tarent (1922–1950), Straßenbahn Reggio Calabria (1912–1928), Straßenbahn Palermo (eine Strecke mit Schienenseilbahn – 1887–1946), Straßenbahn Catania (1905–1951), Straßenbahn Trapani (1919–1952) | |                                                      |
| 1000 mm | Indien                       | zweithäufigste Spurweite (17.000 km), Nilgiri Mountain Railway (seit 1899) | |                                                      |
| 1000 mm | Kambodscha                   | 602 km, Royal Railways Cambodia | |                                                      |
| 1000 mm | Kamerun                      | 1.104 km | |                                                      |
| 1000 mm | Kenia                        | 2.778 km, Kenya Railways (seit 1896) | |                                                      |
| 1000 mm | Kolumbien                    | auf 914 mm umgebaut | |                                                      |
| 1000 mm | Kroatien                     | Straßenbahn Zagreb (seit 1910) | |                                                      |
| 1000 mm | Laos                         | 3,5 km, Anschluss an das thailändische Schienennetz | |                                                      |
| 1000 mm | Lettland                     | Straßenbahn Liepāja | |                                                      |
| 1000 mm | Litauen                      | Kleinbahn Pogegen–Schmalleningken (1912–1944), Memeler Kleinbahn AG (Straßenbahn Memel) | |                                                      |
| 1000 mm | Luxemburg                    | ehemaliges Überlandnetz | |                                                      |
| 1000 mm | Madagaskar                   | Schienenverkehr in Madagaskar | |                                                      |
| 1000 mm | Malaysia                     | 1.699 km | |                                                      |
| 1000 mm | Mali                         | Bahnstrecke Dakar–Niger (seit 1904) | |                                                      |
| 1000 mm | Malta                        | Bahnstrecke Valletta–Mdina (1883–1931), Straßenbahn auf Malta (1905–1929) | |                                                      |
| 1000 mm | Moldau                       | Straßenbahn Chișinău (1888–1961) | |                                                      |
| 1000 mm | Mosambik                     | Straßenbahn Maputo (1904–1936) | |                                                      |
| 1000 mm | Myanmar                      | 3.113 km | |                                                      |
| 1000 mm | Neuseeland                   | Wellington Cable Car (seit 1902) | |                                                      |
| 1000 mm | Niederlande                  | Straßenbahn Enschede (1908–1933), Straßenbahn Groningen (1889–1949), Straßenbahn Haarlem (Erstes Teilnetz 1899–1934, zweites Teilnetz 1878–1949 hatte 1435 mm), Straßenbahn Amsterdam–Haarlem–Zandvoort (1899–1957), Überlandstraßenbahnen der Noord-Zuid-Hollandsche Tramweg-Maatschappij (NZHTM) (1881–1961) | |                                                      |
| 1000 mm | Norwegen                     | Straßenbahn Trondheim, Thamshavnbanen | |                                                      |
| 1000 mm | Pakistan                     | wird auf Breitspur umgebaut | |                                                      |
| 1000 mm | Polen                        | Pommersche Schmalspurbahnen (1895–?), Waldenburger Kreisbahn (1898–1966) | |                                                      |
| 1000 mm | Portugal                     | Comboios de Portugal, Straßenbahn Sintra, Metro Mondego, Straßenbahn Braga (1914–1963), Straßenbahn Coimbra (1874–1980), Linha do Corgo (seit 1906) | |                                                      |
| 1000 mm | Rumänien                     | Straßenbahn Arad, Straßenbahn Iași, Straßenbahn Sibiu | |                                                      |
| 1000 mm | Russland                     | Straßenbahn Wyborg, Straßenbahn Kaliningrad | |                                                      |
| 1000 mm | Schweden                     | nur Pferdestraßenbahn Göteborg (1885–1902), Straßenbahn Kiruna (1907–1958), Straßenbahn Ulricehamn (1911, nie in Betrieb gegangen), Skansens bergbana (seit 1897) | |                                                      |
| 1000 mm | Senegal                      | Bahnstrecke Dakar–Niger (906 km) | |                                                      |
| 1000 mm | Serbien                      | Straßenbahn Belgrad | |                                                      |
| 1000 mm | Singapur                     | 39 km | |                                                      |
| 1000 mm | Slowakei                     | Elektrische Tatrabahn (seit 1908), Straßenbahn Bratislava (seit 1895), Zahnradbahn Štrba–Štrbské Pleso (seit 1896), Industriebahn Žakarovce (1884–1899, teilweise Zahnradbahn) | |                                                      |
| 1000 mm | Slowenien                    | Straßenbahn Ljubljana (19??–1958) | |                                                      |
| 1000 mm | Spanien                      | Ferrocarriles de Vía Estrecha, Ferrocarril de La Robla, Euskal Trenbide Sarea, Meterspurnetz der Ferrocarrils de la Generalitat de Catalunya, Ferrocarrils de la Generalitat Valenciana, Serveis Ferroviaris de Mallorca | |                                                      |
| 1000 mm | Suriname                     | 86 km | |                                                      |
| 1000 mm | Syrien                       | Straßenbahn Aleppo (1929–1967) | |                                                      |
| 1000 mm | Tansania                     | Tanzania Railways, Usambarabahn (nicht die TAZARA-Linie) | |                                                      |
| 1000 mm | Thailand                     | 4.431 km, State Railway of Thailand | |                                                      |
| 1000 mm | Togo                         | 525 km | |                                                      |
| 1000 mm | Tschechien                   | Prag: Letná-Standseilbahn (1891–1916), Straßenbahn Budweis (1906–1950); Straßenbahn Reichenberg/Liberec (aktuell auf Normalspur umgebaut) | |                                                      |
| 1000 mm | Tunesien                     | Société nationale des chemins de fer tunisiens (seit 1899) | |                                                      |
| 1000 mm | Türkei                       | Straßenbahn Istanbul | |                                                      |
| 1000 mm | Uganda                       | Uganda-Bahn (seit 1896) | |                                                      |
| 1000 mm | Ukraine                      | Straßenbahn Lemberg, Straßenbahn Winnyzja | |                                                      |
| 1000 mm | Ungarn                       | Straßenbahn Sopron (1900–1923) | |                                                      |
| 1000 mm | Vietnam                      | 2.249 km, Yunnan-Bahn (seit 1910) | |                                                      |
| 1000 mm | Belarus                      | Pferdestraßenbahn Minsk (1892–1929) | |                                                      |
| 1000 mm | 1009 mm                      | | Bulgarien | Sofia: Straßenbahn Sofia (etwa 80 % des Gleisnetzes) |
| 1016 mm | 3 Fuß 4 Zoll                 | USA | Pennsylvania: Pittsburg and Castle Shannon Railroad (1871–1950) |                                                      |
| 1026 mm | 3 Fuß 4½ Zoll                | Großbritannien | England: Herne Bay Pier Railway (1896–1939) |                                                      |
| 1040 mm |                              | Österreich | nur Festungsbahn Salzburg (seit 1892) |                                                      |
| 1050 mm |                              | Israel | Hedschasbahn, Streckenzweig nach Haifa (1908–1948) |                                                      |
| 1050 mm | Jordanien                    | 507 km, Hedschasbahn, Aqababahn | |                                                      |
| 1050 mm | Libanon                      | Libanonbahn (1895–max. 1990), in Syrien Reststrecke in Betrieb, Straßenbahn Beirut (1908–1965) | |                                                      |
| 1050 mm | Saudi-Arabien                | Hedschasbahn, Eisenbahn in Saudi-Arabien | |                                                      |
| 1050 mm | Syrien                       | Hedschasbahn, Hauranbahn, Teil der Libanonbahn, Straßenbahn Damaskus (1907–1967) | |                                                      |
| 1055 mm |                              | Algerien | Annaba–Saint Charles (98,4 km; 1853–1952), Straßenbahn Algier (1892–1959), Straßenbahn Oran (1898–1955) |                                                      |
| 1067 mm | 3 Fuß 6 Zoll                 | generell | Kapspur / CAP-Spur / Japanische Spur Hauptverbreitungsgebiete: ehm. britische Kolonien Süd- und Ostafrika, Japan und ehm. Kolonien, Australien, Neuseeland Hauptanwendungsgebiete: Vollbahnen (Fernverkehr), Schmalspurbahnen, Straßenbahnen und U-Bahnen |                                                      |
| 1067 mm | 3 Fuß 6 Zoll                 | Australien | zweithäufigste Spurweite, (6660 km) Queensland QR Limited (North Coast railway line, Queensland); Tasmanien, Western Australia, und South Australia |                                                      |
| 1067 mm | 3 Fuß 6 Zoll                 | Angola | 2.638 km, Caminhos de Ferro de Angola, Benguelabahn, Schienenverkehr in Angola |                                                      |
| 1067 mm | 3 Fuß 6 Zoll                 | Bangladesch | bis 1885, auf 1000 mm umgebaut |                                                      |
| 1067 mm | 3 Fuß 6 Zoll                 | Botswana | 888 km, Botswana Railways, Schienenverkehr in Botswana |                                                      |
| 1067 mm | 3 Fuß 6 Zoll                 | Burma | Straßenbahn Mandalay (11 km; 1904–1942), Thailand-Burma-Eisenbahn (1942–1945) |                                                      |
| 1067 mm | 3 Fuß 6 Zoll                 | China | Straßenbahn Hong Kong (seit 1904), Südmandschurische Eisenbahn (?–?) |                                                      |
| 1067 mm | 3 Fuß 6 Zoll                 | Costa Rica | seit 1890, Straßenbahn San José (1889–1950) |                                                      |
| 1067 mm | 3 Fuß 6 Zoll                 | Ecuador | Straßenbahn Quito (1914–1948), Schienenverkehr in Ecuador |                                                      |
| 1067 mm | 3 Fuß 6 Zoll                 | Estland | nur Straßenbahn Tallinn (seit 1888) |                                                      |
| 1067 mm | 3 Fuß 6 Zoll                 | Eswatini | Eswatini Railways, Schienenverkehr in Eswatini (seit 1964) |                                                      |
| 1067 mm | 3 Fuß 6 Zoll                 | Ghana | 935 km |                                                      |
| 1067 mm | 3 Fuß 6 Zoll                 | Großbritannien | England: Camborne and Redruth Tramway (1902–1934), Wales: Great Orme Tramway (seit 1902) |                                                      |
| 1067 mm | 3 Fuß 6 Zoll                 | Honduras | ~1900–? |                                                      |
| 1067 mm | 3 Fuß 6 Zoll                 | Indien | bis 1945, auf 1000 mm umgebaut |                                                      |
| 1067 mm | 3 Fuß 6 Zoll                 | Indonesien | 3.800 km, Kereta Api Indonesia unter japanischer Verwaltung ehem. 1435 mm auf Kapspur umgebaut, Cepu forest railway |                                                      |
| 1067 mm | 3 Fuß 6 Zoll                 | Isle of Man | Snaefell Mountain Railway (seit 1895) |                                                      |
| 1067 mm | 3 Fuß 6 Zoll                 | Japan | 20.284 km, außer Hochgeschwindigkeitsnetz und einige (stillgelegte) Nebenbahnen, mehrere Straßenbahnnetze |                                                      |
| 1067 mm | 3 Fuß 6 Zoll                 | Kanada | Neufundland: bis 1988, Neubraunschweig: bis 1880er, Prince Edward Island: bis 1930, Québec: Lake Champlain and St. Lawrence Junction Railway (1879–1881) |                                                      |
| 1067 mm | 3 Fuß 6 Zoll                 | Demokratische Republik Kongo | Matadi-Kinshasa-Bahn, Kindu – Albertville (Kalemie) seit September 1955,Eisenbahnen in Katanga |                                                      |
| 1067 mm | 3 Fuß 6 Zoll                 | Republik Kongo | 795 km, Kongo-Ozean-Bahn |                                                      |
| 1067 mm | 3 Fuß 6 Zoll                 | Lesotho | 2,6 km, Schienenverkehr in Lesotho |                                                      |
| 1067 mm | 3 Fuß 6 Zoll                 | Liberia | 145 km |                                                      |
| 1067 mm | 3 Fuß 6 Zoll                 | Malawi | Malawi Railways, Schienenverkehr in Malawi |                                                      |
| 1067 mm | 3 Fuß 6 Zoll                 | Mosambik | Caminhos de Ferro de Moçambique, Schienenverkehr in Mosambik |                                                      |
| 1067 mm | 3 Fuß 6 Zoll                 | Namibia | TransNamib, Schienenverkehr in Namibia |                                                      |
| 1067 mm | 3 Fuß 6 Zoll                 | Neuseeland | Schienenverkehr in Neuseeland |                                                      |
| 1067 mm | 3 Fuß 6 Zoll                 | Nicaragua | 1886–? |                                                      |
| 1067 mm | 3 Fuß 6 Zoll                 | Niederlande | Stichting voorheen RTM, Rotterdamse Tramweg Maatschappij (RTM) (1878–1966), Pferdestraßenbahn Utrecht (1879–1906), Straßenbahn Arnheim (1910–1944, erste Pferdestraßenbahn ab 1880 hatte 1435 mm), Straßenbahn Nimwegen (1889–1955), diverse Überlandstraßenbahnen landesweit der Nederlandsche Buurtspoorweg-Maatschappij (NBM) (1927–1949, zum Teil auch 1435 mm) |                                                      |
| 1067 mm | 3 Fuß 6 Zoll                 | Nigeria | |                                                      |
| 1067 mm | 3 Fuß 6 Zoll                 | Norwegen | Rørosbanen, Sulitjelmabanen, Jærbanen, Flekkefjordbanen, Treungenbanen, Grimstadbanen, Brevikbanen, Drammenbanen, Krøderbanen, Randsfjordbanen, Vestfoldbanen, Hortenlinjen, Setesdalsbanen, Vossebanen |                                                      |
| 1067 mm | 3 Fuß 6 Zoll                 | Panama | Straßenbahn Panama-Stadt (1893–1902 und 1913–1941) |                                                      |
| 1067 mm | 3 Fuß 6 Zoll                 | Philippinen | 1.060 km |                                                      |
| 1067 mm | 3 Fuß 6 Zoll                 | Peru | Straßenbahn Arequipa (1871–1966) |                                                      |
| 1067 mm | 3 Fuß 6 Zoll                 | Russland | 805 km, nur Insel Sachalin (Sachalinskaja schelesnaja doroga) dzt. in Umbau auf 1520 mm, früher auch einige Straßenbahnen |                                                      |
| 1067 mm | 3 Fuß 6 Zoll                 | Sambia | Zambia Railways, Mulobezi Railway (seit 1905), TAZARA |                                                      |
| 1067 mm | 3 Fuß 6 Zoll                 | Schweden | 1874–1971, 15 Eisenbahngesellschaften vor allem in Südschweden, unter anderem Västra Blekinge Järnväg, Sundsvall-Torpshammars Järnväg (1874–1886) |                                                      |
| 1067 mm | 3 Fuß 6 Zoll                 | Sierra Leone | |                                                      |
| 1067 mm | 3 Fuß 6 Zoll                 | Simbabwe | National Railways of Zimbabwe (→ Schienenverkehr in Simbabwe) |                                                      |
| 1067 mm | 3 Fuß 6 Zoll                 | Sri Lanka | Straßenbahn Colombo (1898–1960) |                                                      |
| 1067 mm | 3 Fuß 6 Zoll                 | Sudan | 4.595 km, Schienenverkehr im Sudan |                                                      |
| 1067 mm | 3 Fuß 6 Zoll                 | Südafrika | 19.756 km, außer Gautrain: Transnet Freight Rail, Schienenverkehr in Südafrika (in Südafrika beträgt das Regelmaß aktuell 1065 mm) |                                                      |
| 1067 mm | 3 Fuß 6 Zoll                 | Südsudan | |                                                      |
| 1067 mm | 3 Fuß 6 Zoll                 | Südkorea | Straßenbahn Seoul (1874–1886), Straßenbahn Pusan (1910–1968, bis 1931: 762 mm) |                                                      |
| 1067 mm | 3 Fuß 6 Zoll                 | Taiwan | nicht Hochgeschwindigkeitsnetz |                                                      |
| 1067 mm | 3 Fuß 6 Zoll                 | Tansania | nur TAZARA (seit 1976) |                                                      |
| 1067 mm | 3 Fuß 6 Zoll                 | Togo | 525 km |                                                      |
| 1067 mm | 3 Fuß 6 Zoll                 | USA | San Francisco Cable Cars (seit 1873), San Diego Electric Railway (1892–1898), Straßenbahn Denver (1886–1950), Los Angeles Railway (1901–1963), Straßenbahn Tacoma, Straßenbahn Portland, Straßenbahn San José auf Puerto Rico |                                                      |
| 1067 mm | 3 Fuß 6 Zoll                 | Venezuela | Straßenbahn Caracas (Elektrisch 1907–1947, zwei Pferdestraßenbahnen 1882/1885–1906 hatten 750 mm, Dampfstraßenbahn hatte 680 mm), Straßenbahn Carúpano (Pferdeantrieb 1884–1902, elektrisch 1916–1933), Straßenbahn Valencia (1887–1947) |                                                      |
| 1093 mm |                              | Schweden | Köping-Uttersberg-Riddarhyttans Järnväg (1866–1968) |                                                      |

### Spurweiten 1100 bis 1199 mm
| Breite  | Breite                        | Staat | Bemerkungen |
| in mm   | Fuß & Zoll                    | Staat | Bemerkungen |
| ------- | ----------------------------- | --- | --- |
| 1100 mm |                               | Deutschland | Straßenbahn Braunschweig, Museumsstraßenbahn Schönberger Strand (Dreischienengleis 1100 mm/1435 mm), Straßenbahn Lübeck (1893–1959) und Straßenbahn Kiel (1881–1985) |
| 1100 mm | Frankreich                    | Mont-Cenis-Bahn (1868–1871) | |
| 1100 mm | Italien                       | Mont-Cenis-Bahn (1868–1871), Straßenbahn Turin–Rivoli (1882–1914, umgespurt auf 1445 mm bis 1955), Dampf- und Akku-Straßenbahn Turin–Cavour–Saluzzo (1882–1950), Dampfstraßenbahn Pinerolo–Cavour (1882–1935), Straßenbahn Pinerolo–Perosa Argentina (1886–1968), drei Strecken der Società Varesina per Imprese Elettriche -SVIE- (u. a. Bahnstrecke Bettole–Luino Lago 1903–1953/55) | |
| 1100 mm | Brasilien                     | Rio de Janeiro: Straßenbahn Santa Teresa, Estrada de Ferro Cantagalo (Niterói–Nova Friburgo) (1873–1965) | |
| 1106 mm | 3 österr. Fuß 6 Zoll          | Österreich | Pferdeeisenbahn Budweis–Linz–Gmunden (1827–1872) und Kohlenbahnen im Hausruck                                                                                        |
| 1118 mm | 3 Fuß 8 Zoll                  | USA | Pennsylvania: Susquehanna and Eagles Mere Railroad |
| 1120 mm | 3 österr. Fuß 6 Zoll 6 Linien | Tschechien | Pferdebahn Prag–Lana (1830–1860) |
| 1130 mm | 3 Fuß 8½ Zoll                 | Kanada | Neuschottland: Cape Breton Railway |
| 1143 mm | 3 Fuß 9 Zoll                  | Großbritannien | England: Lynton and Lynmouth Cliff Railway (seit 1890) |
| 1151 mm | 3 Fuß 9¼ Zoll                 | Belgien | Chemin de fer d’Anvers à Gand par Saint-Nicolas et Lokeren (1845–1896, auf Normalspur umgebaut)                                                                      |
| 1156 mm | 3 Fuß 9½ Zoll                 | USA | Kalifornien: Arcata and Mad River Railroad (1854–1925, auf Normalspur umgebaut)                                                                                      |
| 1188 mm | 4 schwed. Fuß                 | Schweden | Norbergs Järnväg (1856–1876, auf Normalspur umgebaut) |
| 1188 mm | 4 schwed. Fuß                 | Indonesien | Straßenbahn Djakarta (elektrische Straßenbahn 1899–1962, Pferde- und Dampfstraßenbahn 1067 mm)                                                                       |

### Spurweiten 1200 bis 1299 mm
| Breite  | Breite       | Staat | Bemerkungen |
| in mm   | Fuß & Zoll   | Staat | Bemerkungen |
| ------- | ------------ | --- | --- |
| 1200 mm |              | Italien | Genua: Standseilbahn Sant'Anna (seit 1891, bis 1975 Wasserballastbahn), Zahnradbahn Principe–Granarolo (seit 1901) |
| 1200 mm | Schweiz      | Mühleggbahn (seit 1893, zuerst Wasserballastbahn, ab 1950 Zahnradbahn, ab 1975 Schrägaufzug), Bergbahn Rheineck–Walzenhausen (seit 1896), Standseilbahn Neuveville–Saint-Pierre (seit 1899), Metro Alpin (seit 1994) | |
| 1217 mm |              | Schweden | vier Bahngesellschaften: Borås-Herrljunga Järnväg, 42 km, (1863–1899), Uddevalla–Vänersborg–Herrljunga Järnväg, 92 km, (1866–1899), Hudiksvalls Järnväg, 16 km, (1860–1887), Söderhamns Järnväg, 15 km, (1861–1886), alle umgebaut auf Normalspur |
| 1219 mm | 4 Fuß        | generell | Englische 4-Fuß Spur |
| 1219 mm | 4 Fuß        | Großbritannien | England: 17 Straßenbahnen, alle stillgelegt Straßenbahn Accrington (1907–1932), Straßenbahn Barrow-in-Furness (1904–1932), Straßenbahn Blackburn (1899–1949), Straßenbahn Bradford (1898–1950, ein Museumswagen bis 1963), Straßenbahn Burnley (1901–1935), Pferdestraßenbahn Cambridge (1880–1914), Straßenbahn Colne & Trawden (1903–1935), Straßenbahn Darwen (1900–1946), Straßenbahn Derby (1904–1934), Straßenbahn Falkirk (1905–1935), Straßenbahn Keighley (1904–1924), Straßenbahn Nelson (1903–1934), Pferdestraßenbahn Oxford (1881–1914), Straßenbahn Potteries (1899–1928), Dampfstraßenbahn Rossendale (1889–1909, danach Straßenbahn Rawtenstall), Straßenbahn Rawtenstall (1909–1932), Straßenbahn Reading (1903–1939) Schottland: Glasgow Subway (seit 1896) Wales: Padarn Railway, Saundersfoot Railway (1829–1939) |
| 1219 mm | 4 Fuß        | Neuseeland | ehemalige Straßenbahnen in Wellington (1878–1964) und Gisborne (1913–1929) |
| 1219 mm | 4 Fuß        | USA | ehemalige Straßenbahn in Pueblo (Colorado), Jeffersonville, Madison and Indianapolis Railroad |
| 1245 mm | 4 Fuß 1 Zoll | USA | Michigan: Hecla and Torch Lake Railroad |
| 1270 mm |              | Chile | |
| 1295 mm | 4 Fuß 3 Zoll | USA | verschiedene Kohlebahnen in Pennsylvania, Delaware and Hudson Gravity Railroad (1829–1899) |

### Spurweiten 1300 bis 1399 mm
| Breite  | Breite        | Staat          | Bemerkungen |
| in mm   | Fuß & Zoll    | Staat          | Bemerkungen |
| ------- | ------------- | -------------- | --- |
| 1365 mm |               | Spanien        | Baskenland: Straßenbahn Bilbao (1896–1964) |
| 1372 mm | 4 Fuß 6 Zoll  | generell       | Schottische Spur |
| 1372 mm | 4 Fuß 6 Zoll  | Großbritannien | England: Seaton Burn Wagonway Schottland: verschiedene 1810–1840 gebaute Eisenbahnen, später auf Normalspur umgebaut                                 |
| 1372 mm | 4 Fuß 6 Zoll  | Japan          | 117 km, fünf Linien: Straßenbahn Hakodate; Straßenbahn Tokio: Toden Arakawa-Linie und Setagaya-Linie; Toei Shinjuku-Linie (U-Bahn Tokio); Keiō-Linie |
| 1372 mm | 4 Fuß 6 Zoll  | Spanien        | ursprüngliche Spanische Kolonialspur |
| 1372 mm | 4 Fuß 6 Zoll  | USA            | ursprüngliche Spurweite mehrerer Bahnen in Florida                                                                                                   |
| 1384 mm | 4 Fuß 6½ Zoll | Großbritannien | Schottland: Dundee and Newtyle Railway, Newtyle and Coupar Angus Railway, Newtyle and Glammis Railway                                                |
| 1397 mm | 4 Fuß 7 Zoll  | Großbritannien | Wales: Dyffryn Llynfi and Porthcawl Railway (1828–?)                                                                                                 |

### Spurweiten 1400 bis 1499 mm
| Breite  | Breite        | Staat | Bemerkungen |
| in mm   | Fuß & Zoll    | Staat | Bemerkungen |
| ------- | ------------- | --- | --- |
| 1422 mm | 4 Fuß 8 Zoll  | Großbritannien | England: Avon and Gloucestershire Railway (in Gloucestershire) |
| 1422 mm | 4 Fuß 8 Zoll  | Dänemark | ursprüngliche Spurweite |
| 1422 mm | 4 Fuß 8 Zoll  | USA | New Hampshire: Mount Washington Cog Railway; Maine: Green Mountain Railway, Ursprungsspur mehrerer Bahnen in NorthEast Corridor, Iowa, Dakota und Wisconsin |
| 1429 mm | 4 Fuß 8¼ Zoll | USA | ursprüngliche Spurweite der Northern Pacific Railroad |
| 1432 mm |               | Deutschland | Straßenbahn Nürnberg (bis in die 1990er Jahre) |
| 1432 mm | Rumänien      | Metro Bukarest | |
| 1435 mm | 4 Fuß 8½ Zoll | generell | Normalspur (am weitesten verbreitete Spurweite der Erde) Hauptverbreitungsgebiete: Europa, Nord- und Mittelamerika, Nordafrika, Naher Osten, Ostasien, Australien Hauptanwendungsgebiete: Vollbahnen, Straßenbahnen und U-Bahnen                                                                                    |
| 1435 mm | 4 Fuß 8½ Zoll | Europa | (ohne Normalspur: Finnland, Estland, Lettland, Litauen, Moldau, Ukraine, Belarus) |
| 1435 mm | 4 Fuß 8½ Zoll | Deutschland | Deutsche Bahn, z. B. DSW21, Saarbahn |
| 1435 mm | 4 Fuß 8½ Zoll | Österreich | Österreichische Bundesbahnen, Wiener Lokalbahnen, Graz-Köflacher Bahn, Linzer Lokalbahn, Lokalbahn Lambach–Vorchdorf-Eggenberg, …; Wiener U-Bahn; Straßenbahnen in Wien, Graz, ehemals in Salzburg (1887–1940) … |
| 1435 mm | 4 Fuß 8½ Zoll | Schweiz | Schweizerische Bundesbahnen, BLS, weitere Privatbahnen |
| 1435 mm | 4 Fuß 8½ Zoll | Albanien | Hekurudha Shqiptare |
| 1435 mm | 4 Fuß 8½ Zoll | Aserbaidschan | zweithäufigste Spurweite |
| 1435 mm | 4 Fuß 8½ Zoll | Belgien | Nationale Gesellschaft der Belgischen Eisenbahnen |
| 1435 mm | 4 Fuß 8½ Zoll | Bosnien und Herzegowina                                                                                                  | Željeznice Federacije Bosne i Hercegovine, Željeznice Republike Srpske |
| 1435 mm | 4 Fuß 8½ Zoll | Bulgarien | Balgarski Darschawni Schelesnizi |
| 1435 mm | 4 Fuß 8½ Zoll | Dänemark | Banedanmark |
| 1435 mm | 4 Fuß 8½ Zoll | Frankreich | Société nationale des chemins de fer français |
| 1435 mm | 4 Fuß 8½ Zoll | Georgien | zweithäufigste Spurweite |
| 1435 mm | 4 Fuß 8½ Zoll | Griechenland | Organismos Sidirodromon Ellados |
| 1435 mm | 4 Fuß 8½ Zoll | Großbritannien | British Rail |
| 1435 mm | 4 Fuß 8½ Zoll | Irland | nur Straßenbahn Dublin |
| 1435 mm | 4 Fuß 8½ Zoll | Italien | Rete Ferroviaria Italiana |
| 1435 mm | 4 Fuß 8½ Zoll | Kosovo | Hekurudhat e Kosovës/Kosovske Železnice |
| 1435 mm | 4 Fuß 8½ Zoll | Kroatien | Hrvatske željeznice |
| 1435 mm | 4 Fuß 8½ Zoll | Liechtenstein | Österreichische Bundesbahnen |
| 1435 mm | 4 Fuß 8½ Zoll | Litauen | (Suwałki–)Mockava–Šeštokai, ab Mockava Vierschienengleis (1435/1520 mm) |
| 1435 mm | 4 Fuß 8½ Zoll | Luxemburg | Chemins de Fer Luxembourgeois |
| 1435 mm | 4 Fuß 8½ Zoll | Monaco | Société nationale des chemins de fer français |
| 1435 mm | 4 Fuß 8½ Zoll | Montenegro | Željeznička infrastruktura Crne Gore |
| 1435 mm | 4 Fuß 8½ Zoll | Niederlande | ProRail |
| 1435 mm | 4 Fuß 8½ Zoll | Nordmazedonien | Makedonski železnici |
| 1435 mm | 4 Fuß 8½ Zoll | Norwegen | Jernbaneverket |
| 1435 mm | 4 Fuß 8½ Zoll | Polen | PKP Polskie Linie Kolejowe |
| 1435 mm | 4 Fuß 8½ Zoll | Portugal | Metro Lissabon, geplante Hochgeschwindigkeitsstrecken Lissabon–Madrid und Lissabon–Porto (Planungen seit 2012 gestoppt) |
| 1435 mm | 4 Fuß 8½ Zoll | Rumänien | Compania Națională de Căi Ferate |
| 1435 mm | 4 Fuß 8½ Zoll | Russland | Straßenbahn Rostow am Don, drei Ausläufer aus Polen: (Braniewo (Polen) –) Mamonowo (Heiligenbeil) – Kaliningrad (Königsberg) (~60 km), Skandawa – Schelesnodoroschny (Gerdauen) (~4 km), (Bartoszyce (Polen) –) Bagrationowsk (Preußisch Eylau) (~5 km, ehemalige Strecken der Deutschen Reichsbahn Richtung Polen) |
| 1435 mm | 4 Fuß 8½ Zoll | Schweden | Trafikverket |
| 1435 mm | 4 Fuß 8½ Zoll | Serbien | Železnice Srbije |
| 1435 mm | 4 Fuß 8½ Zoll | Slowakei | Železnice Slovenskej republiky, Straßenbahn Košice |
| 1435 mm | 4 Fuß 8½ Zoll | Slowenien | Slovenske železnice |
| 1435 mm | 4 Fuß 8½ Zoll | Spanien | nur Red Nacional de los Ferrocarriles Españoles Hochgeschwindigkeitsnetz: AVE (seit 1992), Bahnstrecken Spanien–Afrika geplant, FGC, Metro Barcelona und Straßenbahn Teneriffa (seit 2007) |
| 1435 mm | 4 Fuß 8½ Zoll | Tschechien | České dráhy; Straßenbahnen Prag, Brünn, Ostrau, Olmütz, Pilsen, Most/Litvínov, Liberec/Reichenberg (nach Umspuren von 1000 mm) |
| 1435 mm | 4 Fuß 8½ Zoll | Ungarn | Magyar Államvasutak, Helyiérdekű Vasút |
| 1435 mm | 4 Fuß 8½ Zoll | Ukraine | zwei Anschlussstrecken aus Polen: Chełm – Jagodzin (obwód wołyński) (~8 km), Malhowice – Chyriw (~20 km) |
| 1435 mm | 4 Fuß 8½ Zoll | Vatikanstadt | Vatikanische Staatsbahn |
| 1435 mm | 4 Fuß 8½ Zoll | Belarus | vier Ausläufer aus Polen: Sokółka – Hrodna (~23 km), Zubki Białostockie – Brzostowica (~ 7 km), Czeremcha (województwo podlaskie) – Wyssokaje (~7 km), Terespol – Brest (Belarus) (~5 km) |
| 1435 mm | 4 Fuß 8½ Zoll | Afrika | |
| 1435 mm | 4 Fuß 8½ Zoll | Ägypten | Ägyptische Staatsbahnen (seit 1854) |
| 1435 mm | 4 Fuß 8½ Zoll | Äthiopien | Bahnstrecke Addis Abeba–Dschibuti und Stadtbahn Addis Abeba (688 km, seit 2016); stillgelegte Bahnstrecke Dschibuti–Addis Abeba (Meterspur) (Betrieb 1901–2015) |
| 1435 mm | 4 Fuß 8½ Zoll | Algerien | Société Nationale des Transports Ferroviaires algériens (4316 km) |
| 1435 mm | 4 Fuß 8½ Zoll | Dschibuti | 100 km |
| 1435 mm | 4 Fuß 8½ Zoll | Gabun | Trans-Gabun-Eisenbahn (seit 1978) |
| 1435 mm | 4 Fuß 8½ Zoll | Guinea | 279 km |
| 1435 mm | 4 Fuß 8½ Zoll | Kenia | Mombasa–Nairobi Standard Gauge Railway (472 km, seit 2017) |
| 1435 mm | 4 Fuß 8½ Zoll | Liberia | 345 km |
| 1435 mm | 4 Fuß 8½ Zoll | Libyen | 350 km |
| 1435 mm | 4 Fuß 8½ Zoll | Marokko | ONCF, Eisenbahnen in Marokko |
| 1435 mm | 4 Fuß 8½ Zoll | Mauretanien | Bahnstrecke Nouadhibou–M’Haoudat |
| 1435 mm | 4 Fuß 8½ Zoll | Südafrika | nur Gautrain |
| 1435 mm | 4 Fuß 8½ Zoll | Tunesien | Société nationale des chemins de fer tunisiens |
| 1435 mm | 4 Fuß 8½ Zoll | Amerika | |
| 1435 mm | 4 Fuß 8½ Zoll | Argentinien | Ferrocarril General Urquiza in den Provinzen Buenos Aires, Corrientes und Misiones, dritthäufigste Spurweite (2765 km) |
| 1435 mm | 4 Fuß 8½ Zoll | Brasilien | Bundesstaat Amapá in Nordbrasilien (EFAMP: Estrada de Ferro do Amapá), Metrô São Paulo (seit 1974), Hochgeschwindigkeitsnetz und Bahnstrecken geplant |
| 1435 mm | 4 Fuß 8½ Zoll | Dominikanische Republik                                                                                                  | |
| 1435 mm | 4 Fuß 8½ Zoll | Jamaika | 348 km |
| 1435 mm | 4 Fuß 8½ Zoll | Kanada | VIA Rail Canada |
| 1435 mm | 4 Fuß 8½ Zoll | Kolumbien | 150 km |
| 1435 mm | 4 Fuß 8½ Zoll | Kuba | Hershey-Bahn, Schienenverkehr in Kuba |
| 1435 mm | 4 Fuß 8½ Zoll | Mexiko | Ferrocarril Mexicano, Ferrocarril Chihuahua al Pacífico |
| 1435 mm | 4 Fuß 8½ Zoll | Nicaragua | 1884–? |
| 1435 mm | 4 Fuß 8½ Zoll | Panama | seit 2000 |
| 1435 mm | 4 Fuß 8½ Zoll | Paraguay | |
| 1435 mm | 4 Fuß 8½ Zoll | Peru | Andenbahnen: Ferrocarril del Sur, Ferrocarril Central Andino |
| 1435 mm | 4 Fuß 8½ Zoll | Puerto Rico | kurze Strecke |
| 1435 mm | 4 Fuß 8½ Zoll | Suriname | 80 km |
| 1435 mm | 4 Fuß 8½ Zoll | Uruguay | 2.835 km |
| 1435 mm | 4 Fuß 8½ Zoll | USA | unter anderem Amtrak, Vermont Railway, Alaska Railroad, U-Bahnen |
| 1435 mm | 4 Fuß 8½ Zoll | Venezuela | 682 km |
| 1435 mm | 4 Fuß 8½ Zoll | Asien | |
| 1435 mm | 4 Fuß 8½ Zoll | Afghanistan | Schienenverkehr in Afghanistan (nur Strecke Iran-Herat, sowie ursprüngliche projektierte Neubaustrecken) |
| 1435 mm | 4 Fuß 8½ Zoll | China | China Railways, Lhasa-Bahn (seit 2006) |
| 1435 mm | 4 Fuß 8½ Zoll | Indien | nur U-Bahnen und Straßenbahnen: Straßenbahn Kalkutta |
| 1435 mm | 4 Fuß 8½ Zoll | Indonesien | seit 1867 |
| 1435 mm | 4 Fuß 8½ Zoll | Irak | 1.905 km |
| 1435 mm | 4 Fuß 8½ Zoll | Iran | 8.160 km |
| 1435 mm | 4 Fuß 8½ Zoll | Israel | Israel Railways |
| 1435 mm | 4 Fuß 8½ Zoll | Japan | 3.204 km, Shinkansen-Hochgeschwindigkeitsnetz, U-Bahn Fukuoka (Nanakuma-Linie), U-Bahn Kobe, U-Bahn Kyōto, U-Bahn Sendai (Tōzai-Linie), U-Bahn Yokohama (Linien 1 und 3) |
| 1435 mm | 4 Fuß 8½ Zoll | Libanon | Schienenverkehr im Libanon |
| 1435 mm | 4 Fuß 8½ Zoll | Malaysia | nur drei Linien in Kuala Lumpur: KLIA-Ekspres, Kelana Jaya Line, Ampang Line |
| 1435 mm | 4 Fuß 8½ Zoll | Nordkorea | Koreanische Staatsbahn |
| 1435 mm | 4 Fuß 8½ Zoll | Saudi-Arabien | Eisenbahn in Saudi-Arabien |
| 1435 mm | 4 Fuß 8½ Zoll | Südkorea | 3.249 km |
| 1435 mm | 4 Fuß 8½ Zoll | Syrien | Schienenverkehr in Syrien |
| 1435 mm | 4 Fuß 8½ Zoll | Taiwan | Hochgeschwindigkeitsnetz Taiwan High Speed Rail (seit 2007), Metro Taipei |
| 1435 mm | 4 Fuß 8½ Zoll | Thailand | nur in Bangkok: MRT (U-Bahn), BTS (Skytrain) und SRTET (Airport Rail Link) |
| 1435 mm | 4 Fuß 8½ Zoll | Türkei | 10.984 km, Türkiye Cumhuriyeti Devlet Demiryolları |
| 1435 mm | 4 Fuß 8½ Zoll | Vietnam | 180 km |
| 1435 mm | 4 Fuß 8½ Zoll | Australien | New South Wales, South Australia, Western Australia, Transaustralische Eisenbahn, Central Australian Railway, Australian National |
| 1440 mm |               | Deutschland | Straßenbahn Rostock (1973–1978 auf Normalspur umgebaut) |
| 1440 mm | Österreich    | Hungerburgbahn Innsbruck (ab 2007) (zuvor 1000 mm), Straßenbahn Wien (bis 1943), Wiener Elektrische Stadtbahn (bis 1943) | |
| 1440 mm | Frankreich    | abweichendes Maß von 1435 mm durch anderen Messpunkt (alte Strecken)                                                     | |
| 1440 mm | Tunesien      | abweichendes Maß von 1435 mm durch anderen Messpunkt                                                                     | |
| 1441 mm | 4 Fuß 8¾ Zoll | USA | mehrere Bahngesellschaften in Pennsylvania, Illinois, Indiana und Alabama, z. B. Macon and Birmingham Railroad |
| 1445 mm |               | Italien | Straßenbahn Mailand (seit 1876), Straßenbahn Rom und Straßenbahn Turin |
| 1445 mm | Spanien       | U-Bahn Madrid, ehemalige Straßenbahn Madrid                                                                              | |
| 1448 mm | 4 Fuß 9 Zoll  | USA | sogenannte „Vermittlungsspur“, mehrere Bahngesellschaften östlich des Mississippi, vor allem in und um Pennsylvania sowie im Südosten, bis in die 1920er Jahre, unter anderem etwa die Hälfte der Strecken der Southern Railway, sowie anfangs das Netz der Pennsylvania Railroad                                   |
| 1450 mm |               | Deutschland | Straßenbahn Dresden, ehemalige Ausstellungsbahn Zittau 1902 |
| 1454 mm | 4 Fuß 9¼ Zoll | USA | mehrere Bahngesellschaften in Pennsylvania, Michigan, Kentucky und Ohio, z. B. Louisville, Cincinnati and Lexington Railroad |
| 1457 mm | 4 Fuß 9⅜ Zoll | USA | Newark, Somerset and Straitsville Railroad (Ohio) |
| 1458 mm |               | Deutschland | Straßenbahn Leipzig |
| 1461 mm | 4 Fuß 9½ Zoll | USA | anfangs weit verbreitet in Ohio, Pennsylvania und New Jersey |
| 1473 mm | 4 Fuß 10 Zoll | USA | anfangs weit verbreitet in Ohio, Straßenbahn in St. Louis (bis 1966) |
| 1495 mm |               | Kanada | Toronto Subway, Straßenbahn Toronto |

### Spurweiten 1500 bis 1599 mm
| Breite  | Breite        | Staat | Bemerkungen |
| in mm   | Fuß & Zoll    | Staat | Bemerkungen |
| ------- | ------------- | --- | --- |
| 1520 mm |               | generell | Russische Breitspur (heute) (Entstanden durch Verringerung des Spurspiels ohne Veränderungen an den Fahrzeugen, Neubaugleise erhalten eine Spurweite von 1520 mm, ein Wagenübergang zwischen 1520 mm und 1524 mm ist problemlos möglich.) |
| 1520 mm | Afghanistan   | Schienenverkehr in Afghanistan | |
| 1520 mm | Deutschland   | Mukran (Umspuranlage) | |
| 1520 mm | Polen         | Ausläufer aus - Russland: - Mamonowo (Heiligenbeil) – Grenze – Braniewo (Braunsberg) – Elbląg (Elbing) (61,6 km) - Bagrationowsk (Preußisch Eylau) – Grenze – Bartoszyce (Bartenstein) (Dreischienengleis) (~14 km) - Schelesnodoroschny (Kaliningrad) (Gerdauen) – Anielin Gradowo (~8 km) - Belarus: - Grodno – Grenze – Kuźnica – Sokółka – Machnacz Wsch. (35,5 km) - Brzostowica – Grenze – Zubki (5,6 km, Dreischienengleis) - Świsłocz – Grenze – Wiącków (12,8 km) - Czeremcha – Grenze – Terespol (2,4 km) - Brześć (Brest) – Grenze – Terespol Kobylany (7,5 km) - Ukraine: - Jagodzin – Grenze – Chełm (25,6 km) - Łudzin – Grenze – Hrubieszów – Sławków (394,6 km) Linia Hutnicza Szerokotorowa (seit 1979) - Rawa Ruska – Grenze – Werchrata – Horyniec-Zdrój (Kaplisze) (22,5 km) - Lemberg – Mostyska – Grenze – Przemyśl (13,9 km) | |
| 1520 mm | Slowakei      | Bahnstrecke Uschhorod–Košice (seit 1966) | |
| 1520 mm | Rumänien      | ein Ausläufer aus Moldau: Giurgiulești–Galați | |
| 1524 mm | 5 Fuß         | generell | Russische Breitspur (ursprünglich) Hauptverbreitungsgebiete: ehemalige Sowjetunion sowie Finnland und Mongolei Hauptanwendungsgebiete: Vollbahnen (Fernverkehr), Straßenbahnen und U-Bahnen                                               |
| 1524 mm | 5 Fuß         | Russland | Rossijskije schelesnyje dorogi, Transsibirische Eisenbahn, Kolabahn, Baikal-Amur-Magistrale |
| 1524 mm | 5 Fuß         | Armenien | 845 km, Harawkowkasjan Jerkatughi |
| 1524 mm | 5 Fuß         | Aserbaidschan | 2.932 km, Azərbaycan Dövlət Dəmir Yolu (seit 1880) |
| 1524 mm | 5 Fuß         | Belarus | Belaruskaja Tschyhunka |
| 1524 mm | 5 Fuß         | Bulgarien | Warna |
| 1524 mm | 5 Fuß         | China | bis 1930 |
| 1524 mm | 5 Fuß         | Estland | 1.200 km, Eesti Raudtee |
| 1524 mm | 5 Fuß         | Finnland | VR-Yhtymä (seit 1862) |
| 1524 mm | 5 Fuß         | Georgien | 1.583 km |
| 1524 mm | 5 Fuß         | Iran | 94 km |
| 1524 mm | 5 Fuß         | Kasachstan | 15.000 km |
| 1524 mm | 5 Fuß         | Kirgisien | 428 km |
| 1524 mm | 5 Fuß         | Lettland | 1.933 km, Latvijas Dzelzceļš |
| 1524 mm | 5 Fuß         | Litauen | 1.749 km, Lietuvos geležinkeliai |
| 1524 mm | 5 Fuß         | Moldau | Pridnestrowskaja schelesnaja doroga |
| 1524 mm | 5 Fuß         | Mongolei | Transmongolische Eisenbahn |
| 1524 mm | 5 Fuß         | Tadschikistan | 480 km |
| 1524 mm | 5 Fuß         | Turkmenistan | 2.440 km, Turkestan-Sibirische Eisenbahn |
| 1524 mm | 5 Fuß         | Ukraine | Ukrsalisnyzja |
| 1524 mm | 5 Fuß         | Usbekistan | 3.950 km |
| 1524 mm | 5 Fuß         | Panama | bis 2000, in Normalspur umgebaut, aktuell bei der Treidelbahn an den Panamakanalschleusen |
| 1524 mm | 5 Fuß         | USA | unter anderem: ursprünglich auch in den Südstaaten der USA (außer Florida), Alabama Great Southern Railroad, Mississippi Central Railroad, Straßenbahn Louisville                                                                         |
| 1537 mm | 5 Fuß ½ Zoll  | Großbritannien | London: London and Blackwall Railway (1840–1849) |
| 1575 mm | 5 Fuß 2 Zoll  | Irland | Dublin–Drogheda (1844–1846) |
| 1575 mm | 5 Fuß 2 Zoll  | USA | Alabama: Montgomery and Eufaula Railroad (bis 1870er Jahre) |
| 1581 mm | 5 Fuß 2¼ Zoll | USA | Pennsylvania-Spur Maryland: Straßenbahn Baltimore Pennsylvania: Straßenbahnen Pittsburgh und Philadelphia sowie in Philadelphia die Market–Frankford Line (seit 1907), West Penn Railways                                                 |
| 1588 mm | 5 Fuß 2½ Zoll | USA | Louisiana: Straßenbahn New Orleans Ohio: Straßenbahnen Columbus (Ohio) und Cincinnati Pennsylvania: Straßenbahn Aliquippa–West Economy (1912–1937) Mobile and Spring Hill Railroad                                                        |

### Spurweiten 1600 bis 1699 mm
| Breite  | Breite       | Staat                                                           | Bemerkungen |
| in mm   | Fuß & Zoll   | Staat                                                           | Bemerkungen |
| ------- | ------------ | --------------------------------------------------------------- | --- |
| 1600 mm | 5 Fuß 3 Zoll | generell                                                        | Irische Breitspur |
| 1600 mm | 5 Fuß 3 Zoll | Deutschland                                                     | Baden: Badische Staatseisenbahnen (1840–1855), in Normalspur umgebaut |
| 1600 mm | 5 Fuß 3 Zoll | Irland                                                          | auf der gesamten Insel: Republik Irland (Iarnród Éireann) und Nordirland (Northern Ireland Railways), siehe Schienenverkehr in Irland |
| 1600 mm | 5 Fuß 3 Zoll | Brasilien                                                       | zweithäufigste Spurweite (4057 km), Südosten, Mittelwesten und Norden, Metrô Rio de Janeiro (seit 1979) |
| 1600 mm | 5 Fuß 3 Zoll | Australien                                                      | dritthäufigste Spurweite (4017 km), Bundesstaat Victoria und Südosten von Südaustralien, sowie in Tasmanien von 1871–1888 zwischen Launceston und von Deloraine |
| 1600 mm | 5 Fuß 3 Zoll | Neuseeland                                                      | Canterbury Provincial Railways (1863–1876), in 1067 mm umgespurt |
| 1665 mm | 5 port. Fuß  | Portugal                                                        | Portugiesische Breitspur (ursprünglich) |
| 1668 mm |              | generell                                                        | Iberische Breitspur (heute) |
| 1668 mm | Portugal     | Comboios de Portugal                                            | |
| 1668 mm | Spanien      | Renfe, nicht die Strecken des Hochgeschwindigkeitsverkehrs AVE. | |
| 1672 mm | 6 kast. Fuß  | Spanien                                                         | Spanische Breitspur (ursprünglich) |
| 1676 mm | 5 Fuß 6 Zoll | generell                                                        | Indische Breitspur, auch Kolonialspur (in der Literatur oft falsch für Spanien angegeben) Hauptverbreitungsgebiete: indischer Subkontinent, südliches Südamerika Hauptanwendungsgebiete: Vollbahnen (Fernverkehr) |
| 1676 mm | 5 Fuß 6 Zoll | Indien                                                          | 42.000 km, Indian Railways, Metro Delhi (seit 2002) |
| 1676 mm | 5 Fuß 6 Zoll | Pakistan                                                        | Pakistan Railways |
| 1676 mm | 5 Fuß 6 Zoll | Afghanistan                                                     | Schienenverkehr in Afghanistan (ursprüngliche projektierte Neubaustrecken in Normalspur) |
| 1676 mm | 5 Fuß 6 Zoll | Nepal                                                           | |
| 1676 mm | 5 Fuß 6 Zoll | Bangladesch                                                     | Bangladesh Railway (seit 1862) |
| 1676 mm | 5 Fuß 6 Zoll | Iran                                                            | 97 km zwischen Zahedan und der Grenze nach Pakistan |
| 1676 mm | 5 Fuß 6 Zoll | Sri Lanka                                                       | 1.508 km, Sri Lanka Railways |
| 1676 mm | 5 Fuß 6 Zoll | Argentinien                                                     | 24.481 km, Ferrocarriles Argentinos, Netze der Ferrocarriles General Roca, Sarmiento und Mitre |
| 1676 mm | 5 Fuß 6 Zoll | Chile                                                           | 3.743 km, Empresa de Ferrocarriles del Estado, Strecke Santiago–Valparaíso und südlich davon |
| 1676 mm | 5 Fuß 6 Zoll | Paraguay                                                        | in Normalspur umgebaut |
| 1676 mm | 5 Fuß 6 Zoll | Großbritannien                                                  | Schottland: nur zwei Strecken: Dundee and Arbroath Railway (1838–1847), Arbroath and Forfar Railway (1839–?) |
| 1676 mm | 5 Fuß 6 Zoll | Kanada                                                          | Hochgeschwindigkeitsnetz und Bahnstrecken Russland–Nordamerika geplant; unter anderem: Grand Trunk Railway (1852–1873, umgespurt); Québec: St. Lawrence and Atlantic Railroad (1853-~1873), Intercolonial Railway (1870–1875, umgespurt) |
| 1676 mm | 5 Fuß 6 Zoll | USA                                                             | San Francisco: BART (seit 1972), Hochgeschwindigkeitsnetz und Bahnstrecken Russland–Nordamerika geplant; ehemals unter anderem: Neuengland, hauptsächlich Maine: Maine Central Railroad (1862–1871); Louisiana: New Orleans, Opelousas and Great Western Railroad (1854–1872), Texas: Texas and New Orleans Railroad (1856–1876), Grand Trunk Railway (1852–1873) |

### Spurweiten 1700 bis 1999 mm
| Breite  | Breite        | Staat                                                                | Bemerkungen |
| in mm   | Fuß & Zoll    | Staat                                                                | Bemerkungen |
| ------- | ------------- | -------------------------------------------------------------------- | --- |
| 1727 mm |               | Großbritannien                                                       | England, nur Torquay: Babbacombe Cliff Railway (seit 1926) und Bournemouth-Southbourne: Fisherman's Walk Cliff Railway (seit 1935)                                                                           |
| 1750 mm |               | Frankreich                                                           | nur Paris: Place Denfert-Rochereau–Sceaux (Ligne de Sceaux) (1846–1893) |
| 1800 mm |               | Deutschland                                                          | nur Oberweißbacher Bergbahn (seit 1922) |
| 1800 mm | Schweiz       | Standseilbahn Linth-Limmern (seit 2013)                              | |
| 1800 mm | USA           | Florida: nur Hogwarts Express (Universal Orlando Resort) (seit 2014) | |
| 1829 mm | 6 Fuß         | generell                                                             | Beringspur, ursprüngliche Beringstraßen-Tunnel (TKM-World Link = Bahnstrecke Jakutsk–Fort Nelson) geplant |
| 1829 mm | 6 Fuß         | Großbritannien                                                       | nur Hastings: West Hill Cliff Railway (seit 1891) |
| 1829 mm | 6 Fuß         | Russland                                                             | Zarskoje-Selo-Bahn (1837–1897), danach umgespurt auf 1524 mm |
| 1829 mm | 6 Fuß         | USA                                                                  | Delaware, Lackawanna and Western Railroad, Albany and Susquehanna Railroad, Erie Railroad und daran anschließende Bahngesellschaften wie die Rochester and Genesee Valley Railroad (bis in die 1880er Jahre) |
| 1829 mm | 6 Fuß         | Indien                                                               | geplant in 1860er (dann 1676 mm gebaut) |
| 1850 mm |               | Kanada                                                               | Niagara Falls, Falls Incline Railway (seit 1966) |
| 1880 mm | 6 Fuß 2 Zoll  | Irland                                                               | Ulster Railway (1839–1846) danach umgespurt auf 1600 mm |
| 1945 mm | 6 Fuß 4½ Zoll | Niederlande                                                          | Bahnstrecke Amsterdam–Rotterdam (1839–1866), Bahnstrecke Amsterdam–Arnhem (bis 1855), Bahnstrecke Amsterdam–Haarlem (bis 1865)                                                                               |
| 1945 mm | 6 Fuß 4½ Zoll | Russland                                                             | ursprüngliche Spurweite Wladiwostok–Chabarowsk |
| 1981 mm | 6 Fuß 6 Zoll  | Großbritannien                                                       | nur Scarborough: North Cliff Lift (1930–1996) |
| 1981 mm | 6 Fuß 6 Zoll  | Israel                                                               | nur in Haifa: Standseilbahn Karmelit |

### Spurweiten 2000 mm und mehr
| Breite               | Breite                  | Staat          | Bemerkungen |
| in mm                | Fuß & Zoll              | Staat          | Bemerkungen |
| -------------------- | ----------------------- | -------------- | --- |
| 2000 mm              |                         | Großbritannien | Schottland: Cairn Gorm, Standseilbahn Cairngorm (seit 2001) |
| 2134 mm bzw. 2140 mm | 7 Fuß bzw. 7 Fuß ¼ Zoll | generell       | Brunel-Breitspur |
| 2134 mm bzw. 2140 mm | 7 Fuß bzw. 7 Fuß ¼ Zoll | Großbritannien | England: Great Western Railway (bis 1892), London Underground (1863–1869) Wales: South Wales Railway (1850–1872)                                                                                           |
| 2134 mm bzw. 2140 mm | 7 Fuß bzw. 7 Fuß ¼ Zoll | Portugal       | Azoren: Hafenbahn von Ponta Delgada (1862–1973), Hafenbahn von Horta (1876–1901) |
| 2287 mm              | 7 Fuß 6 Zoll            | Großbritannien | nur Scarborough: Saint-Nicholas Cliff Lift (1929–2007) |
| 2438 mm              | 8 Fuß                   | USA            | Johnstown (Pennsylvania): Johnstown Inclined Plane (Standseilbahn, seit 1891), West Orange (New Jersey): Orange Mountain Cable (Standseilbahn, 1892–1902), Breitspurbahn Nordamerikas geplant (nie gebaut) |
| 2743 mm              | 9 Fuß                   | USA            | nur Pennsylvania, Pittsburgh: Knoxville Incline (Standseilbahn), (1890–1960) |
| 2743 mm              | 9 Fuß                   | Japan          | Biwa-See – Kyōto Stadt: Standseilbahn (1889–1948) |
| 3000 mm              |                         | Europa         | Dreimeterspur, während des Dritten Reiches für eine Breitspurbahn Europas von 1942 bis 1945 geplant |
| 3048 mm              | 10 Fuß                  | Isle of Man    | nur Douglas: Breakwater Crane Railway (Hafen) (1948–197?) |
| 3048 mm              | 10 Fuß                  | USA            | nur Pennsylvania, Pittsburgh: Fort Pitt Incline, Monongahela Freight Incline (beide: Standseilbahnen), (1882–1935)                                                                                         |
| 5486 mm              | 18 Fuß                  | Großbritannien | England: nur Brighton: Brighton and Rottingdean Seashore Electric Railway (1896–1901) zwei Einzelgleise mit je 828 mm und 5486 mm Gesamtspurweite (Vierschienengleis)                                      |

## Spurweiten bei Schrägaufzügen
| Breite           | Breite       | Staat      | Bemerkungen |
| in mm            | Fuß & Zoll   | Staat      | Bemerkungen |
| ---------------- | ------------ | ---------- | --- |
| 2000 mm          |              | Österreich | Annaberg, am Weg vom Kraftwerk Erlaufboden hinauf zum Kraftwerk Wienerbruck (seit etwa 1907, nicht öffentlich)      |
| 2340 mm          | 7 Fuß 8 Zoll | Österreich | Kaprun: Schrägaufzug Möllpumpwerk (seit 1954, nicht öffentlich)                                                     |
| 2600 mm          |              | Italien    | nur Laas: Standseilbahnabschnitt der Laaser Marmorbahn (seit 1929)                                                  |
| 3140 mm/ 3270 mm |              | Polen      | fünf Schiffshebewerke im Zuge des Oberländischen Kanals in Ostpreußen, Woiwodschaft Ermland-Masuren (Standseilbahn) |
| 8200 mm          |              | Österreich | nur Kaprun: Lärchwandschrägaufzug (seit 1941, zunächst für Baufahrzeuge, später für längere Autobusse adaptiert)    |
| 9000 mm          |              | Russland   | Zahnradbahn des Schiffshebewerks am Krasnojarsker Stausee                                                           |

## Sonstiges

### Portalkrane
Krane zur Entladung von Containern von Schiffen an Kais von Häfen sind häufig als Portalkran ausgeführt und überspannen landseitig typisch zwei Eisenbahngleise. Der Mittenabstand der zwei Kranschienen beträgt häufig:
- 15,24 m (50 Fuß)
- 18 m
- 30,48 m (100 Fuß) neuere Anlagen

Leichte Portalkrane, die 1, 2 oder 3 Bahngleise überspannen, haben Mittenabstände der Schienen von minimal 5,5 m, typisch jedoch 6, 10 bzw. 14,5 m Mittenabstand.
Konkret ausgeführt wurden
- 10,00 m – Überseehafen Rostock, Pier II[25]
- 35,00 m – Hamburg Containerterminal Altenwerder, Ballinkai, Neubau[26]
- 40,65 m – neuer Hafenkran aus 2014 im Donauhafen Linz[27]

### Arrays aus verschiebbaren Radioteleskopen
- Die 15-m-Durchmesser-Radioteleskope des Projekts NOEMA des Instituts für Radioastronomie im Millimeterbereich (IRAM) auf dem Plateau de Bure, Frankreich sind auf einem etwa rechtwinkeligen Gleiskreuz mit etwa 6 m Mittenabstand der zwei Schienen verfahrbar.[28]

- Das Karl G. Jansky Very Large Array westlich von Socorro, New Mexico, USA weist für das Verfahren und Aufstellen von 25-m-Durchmesser-Radioteleskopen Vierschienengleise – auch mit Kurven – auf, die zwei Gleise von jeweils (etwa) Normalspur bilden, die in etwa 7 m Gleisachsabstand voneinander verlaufen. Die Antennen werden in kurze Quergleise, die rechtwinkelig kreuzend abgehen, abgestellt. Auf einem der Normalspurgleise wird Werks-Eisenbahnverkehr abgewickelt.[29]

## Bezeichnungen von Spurweiten
| Name                                              | Spurweite [mm]       | Spurweite [Fuß/Zoll]      |
| ------------------------------------------------- | -------------------- | ------------------------- |
| Bosnische Spur                                    | 0760 mm bzw. 0762 mm | 2 Fuß 6 Zoll (2′ 6″)      |
| Brunel-Breitspur / Brunel-Spur                    | 2140 mm bzw. 2134 mm | 7 Fuß ¼ Zoll (7′ 2 1⁄2″)  |
| Iberische Breitspur                               | 1668 mm              |                           |
| Indische Breitspur / Indische Spur / Kolonialspur | 1676 mm              | 5 Fuß 6 Zoll (5′ 6″)      |
| Irische Spur                                      | 1600 mm              | 5 Fuß 3 Zoll (5′ 3″)      |
| Italienische Breitspur                            | 1445 mm              |                           |
| Italienische Meterspur                            | 0950 mm              |                           |
| Italienische Schmalspur                           | 0700 mm              |                           |
| Japanische Spur (Kapspur)                         | 1067 mm              | 3 Fuß 6 Zoll (3′ 6″)      |
| Kapspur / CAP-Spur / Japanische Spur              | 1067 mm              | 3 Fuß 6 Zoll (3′ 6″)      |
| Kastilische Spur                                  | 1672 mm              | 6 kast. Fuß               |
| Meterspur                                         | 1000 mm              |                           |
| Normalspur / Regelspur / Vollspur                 | 1435 mm              | 4 Fuß 8½ Zoll (4′ 8 1⁄2″) |
| Ohio-Spur                                         | 1473 mm              | 4 Fuß 10 Zoll (4′ 10″)    |
| Pennsylvania-Spur                                 | 1581 mm bzw. 1588 mm | 5 Fuß 2¼ Zoll (5′ 2 1⁄2″) |
| Portugiesische Breitspur                          | 1665 mm              | 5 port. Fuß               |
| Russische Breitspur / Russische Spur              | 1520 mm bzw. 1524 mm | 5 Fuß (5′)                |
| Schottische Spur                                  | 1372 mm              | 4 Fuß 6 Zoll (4′ 6″)      |
| Schwedische Spur                                  | 1485 mm              |                           |
| Schwedische Mittelspur                            | 1188 mm              |                           |
| Schwedische Schmalspur                            | 0891 mm              |                           |
| Spanische Breitspur                               | 1672 mm              | 6 kast. Fuß               |

Vergleiche die unterschiedlichen Festlegungen für die Maßeinheit Fuß. Zum kastilischen Fuß in Spanien siehe die Einheit Vara (= 3 Fuß).